# Liste von Apfelsorten/R
Erläuterungen und Quellen: Siehe Hauptartikel!
| Apfelsorte | Bild                                                 | Kreuzung aus                                                                                   | Erstes Auftauchen                                                                                                | Anmerkungen | Quellen                                                                       |
| --- | ---------------------------------------------------- | ---------------------------------------------------------------------------------------------- | --- | --- | ----------------------------------------------------------------------------- |
| R 201 | Siehe: Kissabel Rouge                                | Siehe: Kissabel Rouge                                                                          | Siehe: Kissabel Rouge                                                                                            | Siehe: Kissabel Rouge | Siehe: Kissabel Rouge                                                         |
| Raafs Liebling |                                                      |                                                                                                | | | j, o                                                                          |
| Rabaleyze |                                                      |                                                                                                | | | f                                                                             |
| Rabau | Siehe: Parkers Pepping                               | Siehe: Parkers Pepping                                                                         | Siehe: Parkers Pepping                                                                                           | Siehe: Parkers Pepping | Siehe: Parkers Pepping                                                        |
| Räbeggler |                                                      |                                                                                                | | | o                                                                             |
| Rabiner | Siehe: Bohnapfel, Danziger Kantapfel                 | Siehe: Bohnapfel, Danziger Kantapfel                                                           | Siehe: Bohnapfel, Danziger Kantapfel                                                                             | Siehe: Bohnapfel, Danziger Kantapfel | Siehe: Bohnapfel, Danziger Kantapfel                                          |
| Rabun |                                                      |                                                                                                | | |                                                                               |
| Råby rubin |                                                      |                                                                                                | | |                                                                               |
| Racine |                                                      |                                                                                                | | | f                                                                             |
| Racine Blanche |                                                      |                                                                                                | | | f, o                                                                          |
| Racine Blanche De L'Allier |                                                      |                                                                                                | | |                                                                               |
| Radiant |                                                      |                                                                                                | | | e                                                                             |
| Rafzer Weißapfel |                                                      |                                                                                                | | | o                                                                             |
| Rafzubin | Siehe: Rubinella                                     | Siehe: Rubinella                                                                               | Siehe: Rubinella                                                                                                 | Siehe: Rubinella | Siehe: Rubinella                                                              |
| Raïre |                                                      |                                                                                                | | | o                                                                             |
| Rajka |                                                      | Shampion × Katka                                                                               | 1983 in Tschechien                                                                                               | | a, c, j, o                                                                    |
| Ralls (oder: Ralls Genet, Ralls Janet) |                                                      |                                                                                                | um 1800 in Amherst County, Virginia, USA. Züchter: Caleb Ralls                                                   | | a, f                                                                          |
| Ralls Genet | Siehe: Ralls                                         | Siehe: Ralls                                                                                   | Siehe: Ralls | Siehe: Ralls | Siehe: Ralls                                                                  |
| Ralls Janet | Siehe: Ralls                                         | Siehe: Ralls                                                                                   | Siehe: Ralls | Siehe: Ralls | Siehe: Ralls                                                                  |
| Ralph Shay |                                                      |                                                                                                | | | e                                                                             |
| Rambacher |                                                      |                                                                                                | | | p (S. 527)                                                                    |
| Rambault |                                                      |                                                                                                | | Herstellung von Cidre | o                                                                             |
| Rambo | Siehe: Müschens Rosenapfel                           | Siehe: Müschens Rosenapfel                                                                     | Siehe: Müschens Rosenapfel                                                                                       | Siehe: Müschens Rosenapfel | Siehe: Müschens Rosenapfel                                                    |
| Rambour |                                                      |                                                                                                | | | e                                                                             |
| Rambour Aus Buckingham |                                                      |                                                                                                | | | h (Nr. 276, S. 308), p (S. 528)                                               |
| Rambour D'Automne |                                                      |                                                                                                | | | e, f                                                                          |
| Rambour De Flandre | Siehe: Flandrischer Rambour                          | Siehe: Flandrischer Rambour                                                                    | Siehe: Flandrischer Rambour                                                                                      | Siehe: Flandrischer Rambour | Siehe: Flandrischer Rambour                                                   |
| Rambour De Lorraine | Siehe: Müschens Rosenapfel                           | Siehe: Müschens Rosenapfel                                                                     | Siehe: Müschens Rosenapfel                                                                                       | Siehe: Müschens Rosenapfel | Siehe: Müschens Rosenapfel                                                    |
| Rambour Des Flandres | Siehe: Flandrischer Rambour                          | Siehe: Flandrischer Rambour                                                                    | Siehe: Flandrischer Rambour                                                                                      | Siehe: Flandrischer Rambour | Siehe: Flandrischer Rambour                                                   |
| Rambour D'Ete | Siehe: Müschens Rosenapfel                           | Siehe: Müschens Rosenapfel                                                                     | Siehe: Müschens Rosenapfel                                                                                       | Siehe: Müschens Rosenapfel | Siehe: Müschens Rosenapfel                                                    |
| Rambour D'Hiver |                                                      |                                                                                                | | | o                                                                             |
| Rambour D'Hiver Du Rhin | Siehe: Rheinischer Winterrambur                      | Siehe: Rheinischer Winterrambur                                                                | Siehe: Rheinischer Winterrambur                                                                                  | Siehe: Rheinischer Winterrambur | Siehe: Rheinischer Winterrambur                                               |
| Rambour Franc | Siehe: Müschens Rosenapfel                           | Siehe: Müschens Rosenapfel                                                                     | Siehe: Müschens Rosenapfel                                                                                       | Siehe: Müschens Rosenapfel | Siehe: Müschens Rosenapfel                                                    |
| Rambour Mortier |                                                      |                                                                                                | | | e                                                                             |
| Rambour Papeleu (oder: Rambur Papeleu) |                                                      |                                                                                                | um 1850 in Nikita, Jalta, Krim. Züchter N. A. Hartwiss. In Belgien 1853 eingeführt durch A. Papeleu aus Wetteren | | f, g (S. 256)                                                                 |
| Rambour Podolskii | Siehe: Edelrambour Von Winniza                       | Siehe: Edelrambour Von Winniza                                                                 | Siehe: Edelrambour Von Winniza                                                                                   | Siehe: Edelrambour Von Winniza | Siehe: Edelrambour Von Winniza                                                |
| Rambour Rouge | Siehe: Brabanter Bellefleur                          | Siehe: Brabanter Bellefleur                                                                    | Siehe: Brabanter Bellefleur                                                                                      | Siehe: Brabanter Bellefleur | Siehe: Brabanter Bellefleur                                                   |
| Rambour Rouge De Lorraine |                                                      |                                                                                                | | | o                                                                             |
| Rambur Von Beutelsbach |                                                      |                                                                                                | | | o                                                                             |
| Rambour Von Winitza |                                                      |                                                                                                | | | j                                                                             |
| Rambur Papeleu | Siehe: Rambour Papeleu                               | Siehe: Rambour Papeleu                                                                         | Siehe: Rambour Papeleu                                                                                           | Siehe: Rambour Papeleu | Siehe: Rambour Papeleu                                                        |
| Rambur Podolski | Siehe: Edelrambour Von Winniza                       | Siehe: Edelrambour Von Winniza                                                                 | Siehe: Edelrambour Von Winniza                                                                                   | Siehe: Edelrambour Von Winniza | Siehe: Edelrambour Von Winniza                                                |
| Rampale |                                                      |                                                                                                | | | f, g (S. 256)                                                                 |
| Ramps Kernapfel |                                                      |                                                                                                | | Benannt durch Richard Zorn. | p (S. 529)                                                                    |
| Ramsdell |                                                      |                                                                                                | | | a                                                                             |
| Ramsdell Sweet |                                                      |                                                                                                | | | a                                                                             |
| Randolph |                                                      |                                                                                                | | |                                                                               |
| Ranger |                                                      |                                                                                                | | | f                                                                             |
| Rank Thorn |                                                      |                                                                                                | | | f                                                                             |
| Rankin Red |                                                      |                                                                                                | | | e                                                                             |
| Raritan |                                                      |                                                                                                | | | a, f                                                                          |
| Rasmus Hansens Aeble |                                                      |                                                                                                | | | o                                                                             |
| Rasselapfel | Siehe: Geflammter Kardinal                           | Siehe: Geflammter Kardinal                                                                     | Siehe: Geflammter Kardinal                                                                                       | Siehe: Geflammter Kardinal | Siehe: Geflammter Kardinal                                                    |
| Rathe Ripe |                                                      |                                                                                                | | | f, g (S. 256)                                                                 |
| Rau-Apfel | Siehe: Graue Französische Renette                    | Siehe: Graue Französische Renette                                                              | Siehe: Graue Französische Renette                                                                                | Siehe: Graue Französische Renette | Siehe: Graue Französische Renette                                             |
| Rauapfel | Siehe: Graue Französische Renette                    | Siehe: Graue Französische Renette                                                              | Siehe: Graue Französische Renette                                                                                | Siehe: Graue Französische Renette | Siehe: Graue Französische Renette                                             |
| Ravaillac (oder: A Troche Rouge) |                                                      |                                                                                                | | Beschreibung | o                                                                             |
| Ravensberger | Siehe: Ravensberger Renette                          | Siehe: Ravensberger Renette                                                                    | Siehe: Ravensberger Renette                                                                                      | Siehe: Ravensberger Renette | Siehe: Ravensberger Renette                                                   |
| Ravensberger Renette (oder: Ravensberger) |                                                      |                                                                                                | | | j                                                                             |
| Ravensburger Sämling |                                                      |                                                                                                | | |                                                                               |
| Rayotte De Nommay |                                                      |                                                                                                | | | o                                                                             |
| Razor Russet |                                                      |                                                                                                | | | a                                                                             |
| Rd | Siehe: Red Delicious                                 | Siehe: Red Delicious                                                                           | Siehe: Red Delicious                                                                                             | Siehe: Red Delicious | Siehe: Red Delicious                                                          |
| Reale D'Entraygues |                                                      |                                                                                                | | | f                                                                             |
| Realka |                                                      |                                                                                                | | | j                                                                             |
| Reanda |                                                      | Clivia x Klon BX 44,11                                                                         | | Institut für Obstforschung, Dresden-Pillnitz | j, o, t                                                                       |
| Reaux |                                                      |                                                                                                | | | f                                                                             |
| Rebekka |                                                      |                                                                                                | | | j                                                                             |
| Rebel |                                                      |                                                                                                | | |                                                                               |
| Rebella |                                                      | Golden Delicious x Remo                                                                        | | Bundesanstalt für Züchtungsforschung an Kulturpflanzen, Institut für Obstzüchtung, Dresden-Pillnitz | j, o, t                                                                       |
| Rechter Pfannkuchen | Siehe: Altländer Pfannkuchenapfel                    | Siehe: Altländer Pfannkuchenapfel                                                              | Siehe: Altländer Pfannkuchenapfel                                                                                | Siehe: Altländer Pfannkuchenapfel | Siehe: Altländer Pfannkuchenapfel                                             |
| Recolor |                                                      | Regine x Reglindis                                                                             | | Bundesanstalt für Züchtungsforschung an Kulturpflanzen, Institut für Obstzüchtung, Dresden-Pillnitz | j, o, t                                                                       |
| Red Alkmene | Siehe: Rote Alkmene                                  | Siehe: Rote Alkmene                                                                            | Siehe: Rote Alkmene                                                                                              | Siehe: Rote Alkmene | Siehe: Rote Alkmene                                                           |
| Red Army |                                                      |                                                                                                | | | f                                                                             |
| Red Astrachan | Siehe: Roter Astrachan                               | Siehe: Roter Astrachan                                                                         | Siehe: Roter Astrachan                                                                                           | Siehe: Roter Astrachan | Siehe: Roter Astrachan                                                        |
| Red Australian |                                                      | Mutation von Gravensteiner                                                                     | Australien | |                                                                               |
| Red Baron |                                                      |                                                                                                | | | a, e                                                                          |
| Red Belle De Boskoop | Siehe: Schöner Aus Boskoop                           | Siehe: Schöner Aus Boskoop                                                                     | Siehe: Schöner Aus Boskoop                                                                                       | Siehe: Schöner Aus Boskoop | Siehe: Schöner Aus Boskoop                                                    |
| Red Bellflower | Siehe: Ohio Nonpareil, Roter Bellefleur              | Siehe: Ohio Nonpareil, Roter Bellefleur                                                        | Siehe: Ohio Nonpareil, Roter Bellefleur                                                                          | Siehe: Ohio Nonpareil, Roter Bellefleur | Siehe: Ohio Nonpareil, Roter Bellefleur                                       |
| Red Benoni |                                                      |                                                                                                | | | f                                                                             |
| Red Berlepsch |                                                      |                                                                                                | | | a                                                                             |
| Red Bietigheimer | Siehe: Roter Stettiner                               | Siehe: Roter Stettiner                                                                         | Siehe: Roter Stettiner                                                                                           | Siehe: Roter Stettiner | Siehe: Roter Stettiner                                                        |
| Red Blenheim |                                                      |                                                                                                | | | f                                                                             |
| Red Bouquet Delicious |                                                      |                                                                                                | | | a                                                                             |
| Red Boy |                                                      | Redwinter x Rubinette Klon                                                                     | Nachlass von Peter Hauensten, Rafz Schweiz                                                                       | Beschreibung | j, o                                                                          |
| Red Braeburn | Siehe: Hillwell                                      | Siehe: Hillwell                                                                                | Siehe: Hillwell                                                                                                  | Siehe: Hillwell | Siehe: Hillwell                                                               |
| Red Calville |                                                      |                                                                                                | | |                                                                               |
| Red Canada |                                                      |                                                                                                | | |                                                                               |
| Red Canel |                                                      |                                                                                                | | | e                                                                             |
| Red Carver |                                                      |                                                                                                | | |                                                                               |
| Red Catamba |                                                      |                                                                                                | | | o                                                                             |
| Red Charles Ross |                                                      |                                                                                                | | | f                                                                             |
| Red Cheese |                                                      |                                                                                                | | |                                                                               |
| Red Chief (oder: Red Delicious Red Chief) |                                                      | Mutation von Red Delicious                                                                     | | Frucht saftig. Geschmack parfümig, mild |                                                                               |
| Red Chief Campbell Strain (oder: Red Chief CS) |                                                      |                                                                                                | | | e                                                                             |
| Red Chief CS | Siehe: Red Chief Campbell Strain                     | Siehe: Red Chief Campbell Strain                                                               | Siehe: Red Chief Campbell Strain                                                                                 | Siehe: Red Chief Campbell Strain | Siehe: Red Chief Campbell Strain                                              |
| Red Chief Mercier Strain (oder: Red Chief MS) |                                                      |                                                                                                | | | e                                                                             |
| Red Chief MS | Siehe: Red Chief Mercier Strain                      | Siehe: Red Chief Mercier Strain                                                                | Siehe: Red Chief Mercier Strain                                                                                  | Siehe: Red Chief Mercier Strain | Siehe: Red Chief Mercier Strain                                               |
| Red Cinnamon |                                                      |                                                                                                | | | e                                                                             |
| Red Codlin | Siehe: Forest                                        | Siehe: Forest                                                                                  | Siehe: Forest | Siehe: Forest | Siehe: Forest                                                                 |
| Red Court |                                                      |                                                                                                | | | e                                                                             |
| Red Cox |                                                      | Mutation von Cox Orange                                                                        | | | f                                                                             |
| Red Delicious (oder: RD, Roter Köstlicher) |                                                      | Zufallssämling                                                                                 | Um 1870 in Iowa, USA                                                                                             | Frucht saftig. Geschmack sehr süß, mild. | a, c, j, o                                                                    |
| Red Delicious Ace Spur |                                                      | Mutation von Red Delicious                                                                     | | | e                                                                             |
| Red Delicious Apex Spur |                                                      | Mutation von Red Delicious                                                                     | | | e                                                                             |
| Red Delicious Atwood Spur |                                                      | Mutation von Red Delicious                                                                     | | | e                                                                             |
| Red Delicious Bisbee Spur |                                                      | Mutation von Red Delicious                                                                     | | | e                                                                             |
| Red Delicious Compspur |                                                      | Mutation von Red Delicious                                                                     | | | e                                                                             |
| Red Delicious Earlistripe |                                                      | Mutation von Red Delicious                                                                     | | | e                                                                             |
| Red Delicious Hardispur |                                                      | Mutation von Red Delicious                                                                     | | | e                                                                             |
| Red Delicious Hawkes Bay |                                                      | Mutation von Red Delicious                                                                     | | | e                                                                             |
| Red Delicious Idaho Spur |                                                      | Mutation von Red Delicious                                                                     | | | e                                                                             |
| Red Delicious Lalla |                                                      | Mutation von Red Delicious                                                                     | | | e                                                                             |
| Red Delicious Larry Spur |                                                      | Mutation von Red Delicious                                                                     | | | e                                                                             |
| Red Delicious Midnight Spur Delicious |                                                      | Mutation von Red Delicious                                                                     | | | e                                                                             |
| Red Delicious Miller Sturdyspur |                                                      | Mutation von Red Delicious                                                                     | | | e                                                                             |
| Red Delicious Nured Spur |                                                      | Mutation von Red Delicious                                                                     | | | e                                                                             |
| Red Delicious Okanoma |                                                      | Mutation von Red Delicious                                                                     | | | e                                                                             |
| Red Delicious Oregon Spur Ii |                                                      | Mutation von Red Delicious                                                                     | | | e                                                                             |
| Red Delicious Red Chief | Siehe: Red Chief                                     | Siehe: Red Chief                                                                               | Siehe: Red Chief                                                                                                 | Siehe: Red Chief | Siehe: Red Chief                                                              |
| Red Delicious Red Spur (oder: Red Delicious Redspur, Red Spur) |                                                      | Mutation von Red Delicious                                                                     | | | e, j                                                                          |
| Red Delicious Redspur | Siehe: Red Delicious Red Spur                        | Siehe: Red Delicious Red Spur                                                                  | Siehe: Red Delicious Red Spur                                                                                    | Siehe: Red Delicious Red Spur | Siehe: Red Delicious Red Spur                                                 |
| Red Delicious Regal Red |                                                      | Mutation von Red Delicious                                                                     | | | e                                                                             |
| Red Delicious Royal Stewart |                                                      | Mutation von Red Delicious                                                                     | | | e                                                                             |
| Red Delicious Scarlet Spur |                                                      | Mutation von Red Delicious                                                                     | | | e                                                                             |
| Red Delicious Skyspur |                                                      | Mutation von Red Delicious                                                                     | | | e                                                                             |
| Red Delicious Spur |                                                      | Mutation von Red Delicious                                                                     | | | e                                                                             |
| Red Delicious Starkrimson | Siehe: Starkrimson Delicious                         | Siehe: Starkrimson Delicious                                                                   | Siehe: Starkrimson Delicious                                                                                     | Siehe: Starkrimson Delicious | Siehe: Starkrimson Delicious                                                  |
| Red Delicious Starkspur (oder: Starkspur Red Delicious) |                                                      | Mutation von Red Delicious                                                                     | | | e                                                                             |
| Red Delicious Sturdeespur |                                                      | Mutation von Red Delicious                                                                     | | | e                                                                             |
| Red Delicious Super Chief Spur |                                                      | Mutation von Red Delicious                                                                     | | | e                                                                             |
| Red Delicious Valle Spur |                                                      | Mutation von Red Delicious                                                                     | | | e                                                                             |
| Red Delicious Vermont Spur |                                                      | Mutation von Red Delicious                                                                     | | | e                                                                             |
| Red Delicious Wellspur |                                                      | Mutation von Red Delicious                                                                     | | | e                                                                             |
| Red Delight | Siehe: Elise                                         | Siehe: Elise                                                                                   | Siehe: Elise | Siehe: Elise | Siehe: Elise                                                                  |
| Red Devil |                                                      |                                                                                                | | | a, f, o                                                                       |
| Red Dijmanszoet |                                                      |                                                                                                | | | e                                                                             |
| Red Dougherty |                                                      |                                                                                                | 1930 (Markteinführung) in Twyford, Neuseeland                                                                    | | f, g (S. 257)                                                                 |
| Red Ellison's Orange |                                                      |                                                                                                | | | f                                                                             |
| Red Elstar |                                                      |                                                                                                | | | f                                                                             |
| Red Elswout |                                                      | Mutante von Elstar                                                                             | | |                                                                               |
| Red Falstaff |                                                      |                                                                                                | | | a, f                                                                          |
| Red Fameuse |                                                      |                                                                                                | | | f                                                                             |
| Red Fastness |                                                      |                                                                                                | | | o                                                                             |
| Red Flame |                                                      | Mutante von Elstar                                                                             | | |                                                                               |
| Red Flesh |                                                      |                                                                                                | | Beschreibung |                                                                               |
| Red Fortune |                                                      |                                                                                                | | | f                                                                             |
| Red Foxwhelp |                                                      |                                                                                                | | | f                                                                             |
| Red Gala No 42 (oder: Treco Spur Red Gala No 42) |                                                      | Mutante des Gala Auvil                                                                         | Washington. US-Patent erteilt: 1990                                                                              | Züchter: Calvin L. Cooper | e.                                                                            |
| Red Geeveston Fanny |                                                      |                                                                                                | | | f                                                                             |
| Red Glow |                                                      |                                                                                                | | Beschreibung |                                                                               |
| Red Gold |                                                      |                                                                                                | | | a                                                                             |
| Red Gragg | Siehe: Gragg                                         | Siehe: Gragg                                                                                   | Siehe: Gragg | Siehe: Gragg | Siehe: Gragg                                                                  |
| Red Granny Smith |                                                      |                                                                                                | | | e, f                                                                          |
| Red Gravenstein |                                                      |                                                                                                | | | a                                                                             |
| Red Ingrid Marie | Siehe: Karin Schneider                               | Siehe: Karin Schneider                                                                         | Siehe: Karin Schneider                                                                                           | Siehe: Karin Schneider | Siehe: Karin Schneider                                                        |
| Red Jade |                                                      |                                                                                                | | Beschreibung |                                                                               |
| Red Jarnapple |                                                      |                                                                                                | | | e                                                                             |
| Red Jersey |                                                      |                                                                                                | | | f                                                                             |
| Red Jewel |                                                      |                                                                                                | | | e                                                                             |
| Red Jonaprince |                                                      | Mutation von Jonagold                                                                          | 1994 in Weert, Niederlande, ab 2004 im Handel                                                                    | Knackig, saftig, süß | a, c, e, f,                                                                   |
| Red Jonathan |                                                      |                                                                                                | | | a                                                                             |
| Red June |                                                      |                                                                                                | | | a, d                                                                          |
| Red Keeper |                                                      |                                                                                                | | |                                                                               |
| Red King (oder: Red King Delicious) |                                                      | Mutation von Red Delicious                                                                     | | |                                                                               |
| Red King Delicious | Siehe: Red King                                      | Siehe: Red King                                                                                | Siehe: Red King                                                                                                  | Siehe: Red King | Siehe: Red King                                                               |
| Red Laxton's Superb |                                                      |                                                                                                | | | f                                                                             |
| Red Ladies Finger |                                                      |                                                                                                | | |                                                                               |
| Red Martini |                                                      |                                                                                                | | | f                                                                             |
| Red Mcintosh | Siehe: Rogers Mcintosh                               | Siehe: Rogers Mcintosh                                                                         | Siehe: Rogers Mcintosh                                                                                           | Siehe: Rogers Mcintosh | Siehe: Rogers Mcintosh                                                        |
| Red Melba |                                                      |                                                                                                | | | f, j                                                                          |
| Red Miller |                                                      |                                                                                                | | | f                                                                             |
| Red Moon RS-1 |                                                      | Zwintcher CSR 18, Pollenträger unbekannt                                                       | Jean-Luc Carrières, Montcuq (FR)                                                                                 | Gezüchtet in Frankreich (Lot) ab 2000, späte Blüte, geringer Ertrag, geringe Oxidation, Ernte August September United States Patent Application 20170164534 erteilt 8. Juni 2017 |                                                                               |
| Red Musk |                                                      |                                                                                                | | | f                                                                             |
| Red Newton Wonder |                                                      |                                                                                                | | | f                                                                             |
| Red Pariner | Siehe: Roter Pariner                                 | Siehe: Roter Pariner                                                                           | Siehe: Roter Pariner                                                                                             | Siehe: Roter Pariner | Siehe: Roter Pariner                                                          |
| Red Passion (oder: Aldiamo) |                                                      |                                                                                                | | | Züchtungsinitiative Niederelbe                                                |
| Red Pearmain |                                                      |                                                                                                | | |                                                                               |
| Red Pippin | Siehe: Fiesta                                        | Siehe: Fiesta                                                                                  | Siehe: Fiesta | Siehe: Fiesta | Siehe: Fiesta                                                                 |
| Red Pixie | Siehe: Pixie Red Sport                               | Siehe: Pixie Red Sport                                                                         | Siehe: Pixie Red Sport                                                                                           | Siehe: Pixie Red Sport | Siehe: Pixie Red Sport                                                        |
| Red Prairie Spy |                                                      |                                                                                                | | | e                                                                             |
| Red Prince | Siehe: Red Jonaprince                                | Siehe: Red Jonaprince                                                                          | Siehe: Red Jonaprince                                                                                            | Siehe: Red Jonaprince | Siehe: Red Jonaprince                                                         |
| Red River |                                                      |                                                                                                | | Holzapfelsorte | o                                                                             |
| Red Rome |                                                      |                                                                                                | | | a, f                                                                          |
| Red Rome Beauty (oder: Rome Beauty Red) |                                                      |                                                                                                | | |                                                                               |
| Red Rome Spur No. 21 |                                                      |                                                                                                | | | e                                                                             |
| Red Royal Limbertwig |                                                      |                                                                                                | | | a                                                                             |
| Red Russet |                                                      |                                                                                                | | |                                                                               |
| Red Saelet |                                                      |                                                                                                | | | f                                                                             |
| Red Sauce |                                                      |                                                                                                | | | a, f                                                                          |
| Red Sentinel (oder: Roter Weihnachtsapfel) |                                                      |                                                                                                | | Beschreibung |                                                                               |
| Red Siberian |                                                      |                                                                                                | | | e                                                                             |
| Red Silver |                                                      |                                                                                                | | | e                                                                             |
| Red Sport |                                                      | Sport von Fuji                                                                                 | | |                                                                               |
| Red Spur | Siehe: Red Delicious Red Spur                        | Siehe: Red Delicious Red Spur                                                                  | Siehe: Red Delicious Red Spur                                                                                    | Siehe: Red Delicious Red Spur | Siehe: Red Delicious Red Spur                                                 |
| Red Spy |                                                      |                                                                                                | | | e                                                                             |
| Red Statesman |                                                      |                                                                                                | | | f                                                                             |
| Red Streak |                                                      |                                                                                                | | | a                                                                             |
| Red Stripe |                                                      |                                                                                                | | |                                                                               |
| Red Striped Grove |                                                      |                                                                                                | | | o                                                                             |
| Red Sudeley |                                                      |                                                                                                | | | f                                                                             |
| Red Sun |                                                      |                                                                                                | | | o                                                                             |
| Red Topaz |                                                      | Mutante von Topaz                                                                              | | | j                                                                             |
| Red Transparent |                                                      |                                                                                                | | | f                                                                             |
| Red Victoria |                                                      |                                                                                                | | | f                                                                             |
| Red Windsor |                                                      |                                                                                                | | | a                                                                             |
| Red Winesap |                                                      |                                                                                                | | | a                                                                             |
| Red Winter |                                                      |                                                                                                | | | j, o                                                                          |
| Red Winter Pearmain | Siehe: Rote Winter-Parmäne                           | Siehe: Rote Winter-Parmäne                                                                     | Siehe: Rote Winter-Parmäne                                                                                       | Siehe: Rote Winter-Parmäne | Siehe: Rote Winter-Parmäne                                                    |
| Red Winter Renette | Siehe: Baumanns Renette                              | Siehe: Baumanns Renette                                                                        | Siehe: Baumanns Renette                                                                                          | Siehe: Baumanns Renette | Siehe: Baumanns Renette                                                       |
| Red Zenith |                                                      |                                                                                                | | | e                                                                             |
| Reda |                                                      |                                                                                                | | | o                                                                             |
| Redchief Delicious |                                                      |                                                                                                | | | e                                                                             |
| Redcoat Grieve |                                                      |                                                                                                | | | e, f                                                                          |
| Redcort |                                                      |                                                                                                | | | a                                                                             |
| Reders Goldrenette |                                                      |                                                                                                | | | j, o                                                                          |
| Redfield |                                                      |                                                                                                | | | a                                                                             |
| Redfree |                                                      |                                                                                                | | | a, f, o                                                                       |
| Redgold |                                                      |                                                                                                | | | e, f                                                                          |
| Redhook |                                                      |                                                                                                | | | e, f                                                                          |
| Redkan |                                                      |                                                                                                | | | o                                                                             |
| Redlane |                                                      |                                                                                                | | | o                                                                             |
| Redlove |                                                      | schorfresistenter Zuchtklon × rotfleischiger Zuchtklon                                         | 2010 Buchs SG, Schweiz. Züchter: Markus Kobelt                                                                   | |                                                                               |
| Redlove Calypso |                                                      | Redlove × Unbekannt                                                                            | | |                                                                               |
| Redlove Circe |                                                      | Redlove × Unbekannt                                                                            | | |                                                                               |
| Redlove Era |                                                      | Redlove × Unbekannt                                                                            | | |                                                                               |
| Redlove Kohlhaas |                                                      | Redlove × Unbekannt                                                                            | | |                                                                               |
| Redlove Lollipop |                                                      | Redlove × Unbekannt                                                                            | | |                                                                               |
| Redlove Odysso |                                                      | Redlove × Unbekannt                                                                            | | |                                                                               |
| Redlove Sirena |                                                      | Redlove × Unbekannt                                                                            | | |                                                                               |
| Redpop | Siehe: Civm 49                                       | Siehe: Civm 49                                                                                 | Siehe: Civm 49                                                                                                   | Siehe: Civm 49 | Siehe: Civm 49                                                                |
| Redsleeves |                                                      |                                                                                                | | | a, f                                                                          |
| Redstar |                                                      | Mutante von Elstar                                                                             | | |                                                                               |
| Redstart |                                                      |                                                                                                | | | f                                                                             |
| Redstreak |                                                      |                                                                                                | um 1630 in Herefordshire, England                                                                                | | c                                                                             |
| Redwell |                                                      |                                                                                                | | | a, e, f                                                                       |
| Redwing |                                                      |                                                                                                | | | f                                                                             |
| Regal Gala | Siehe: Royal Gala                                    | Siehe: Royal Gala                                                                              | Siehe: Royal Gala                                                                                                | Siehe: Royal Gala | Siehe: Royal Gala                                                             |
| Regal Prince | Siehe: Prince Gala                                   | Siehe: Prince Gala                                                                             | Siehe: Prince Gala                                                                                               | Siehe: Prince Gala | Siehe: Prince Gala                                                            |
| Regent |                                                      |                                                                                                | | | a, e, f                                                                       |
| Regia |                                                      | Clivia x Klon BX 44,9                                                                          | | Bundesanstalt für Züchtungsforschung an Kulturpflanzen, Institut für Obstzüchtung, Dresden-Pillnitz | j, o, t                                                                       |
| Regine |                                                      | Kurzcox x Klon BX 44,14                                                                        | | Bundesanstalt für Züchtungsforschung an Kulturpflanzen, Institut für Obstzüchtung, Dresden-Pillnitz | j, o, t                                                                       |
| Reglindis |                                                      | James Grieve × F2-Antonovka                                                                    | | | j, o                                                                          |
| Regunde |                                                      |                                                                                                | | | j                                                                             |
| Řehtáč Soudkovitý |                                                      |                                                                                                | | |                                                                               |
| Reichelsheimer Mostapfel |                                                      |                                                                                                | | | j, o                                                                          |
| Reichelsheimer Weinapfel | Siehe: Reichelsheimer Mostapfel                      | Siehe: Reichelsheimer Mostapfel                                                                | Siehe: Reichelsheimer Mostapfel                                                                                  | Siehe: Reichelsheimer Mostapfel | Siehe: Reichelsheimer Mostapfel                                               |
| Reichenboicher Luiken |                                                      |                                                                                                | | | f                                                                             |
| Reichtragender Vom Zenngrund |                                                      |                                                                                                | | | j, o                                                                          |
| Reid's Seedling |                                                      |                                                                                                | | | e, f                                                                          |
| Reifenberger Streifling |                                                      |                                                                                                | | | p (S. 530)                                                                    |
| Reine | Siehe: Königinapfel                                  | Siehe: Königinapfel                                                                            | Siehe: Königinapfel                                                                                              | Siehe: Königinapfel | Siehe: Königinapfel                                                           |
| Reine Des Hatives |                                                      |                                                                                                | | | e, f                                                                          |
| Reine Des Pommes |                                                      |                                                                                                | | | f                                                                             |
| Reine Des Reinettes | Siehe: Goldparmäne                                   | Siehe: Goldparmäne                                                                             | Siehe: Goldparmäne                                                                                               | Siehe: Goldparmäne | Siehe: Goldparmäne                                                            |
| Reine Marie D'Othée | Siehe: Rote Winter-Parmäne                           | Siehe: Rote Winter-Parmäne                                                                     | Siehe: Rote Winter-Parmäne                                                                                       | Siehe: Rote Winter-Parmäne | Siehe: Rote Winter-Parmäne                                                    |
| Reine Sophie | Siehe: Königin Sophienapfel                          | Siehe: Königin Sophienapfel                                                                    | Siehe: Königin Sophienapfel                                                                                      | Siehe: Königin Sophienapfel | Siehe: Königin Sophienapfel                                                   |
| Reineta Do Caravia |                                                      |                                                                                                | | | e                                                                             |
| Reinette À Chair Rouge |                                                      |                                                                                                | | |                                                                               |
| Reinette A La Reine |                                                      |                                                                                                | | | f                                                                             |
| Reinette A Longue Queue |                                                      |                                                                                                | | | f                                                                             |
| Reinette Abry |                                                      |                                                                                                | | | o                                                                             |
| Reinette Batarde | Siehe: Edelborsdorfer                                | Siehe: Edelborsdorfer                                                                          | Siehe: Edelborsdorfer                                                                                            | Siehe: Edelborsdorfer | Siehe: Edelborsdorfer                                                         |
| Reinette Belle De Boskoop | Siehe: Schöner Aus Boskoop                           | Siehe: Schöner Aus Boskoop                                                                     | Siehe: Schöner Aus Boskoop                                                                                       | Siehe: Schöner Aus Boskoop | Siehe: Schöner Aus Boskoop                                                    |
| Reinette Blanche De Champagne |                                                      |                                                                                                | | |                                                                               |
| Reinette Blanche De Châtellerault |                                                      |                                                                                                | | | o                                                                             |
| Reinette Blanche Du Canada |                                                      |                                                                                                | | |                                                                               |
| Reinette Bure |                                                      |                                                                                                | | | o                                                                             |
| Reinette Châtaignier |                                                      |                                                                                                | | |                                                                               |
| Reinette Clochard | Siehe: Renette Clochard                              | Siehe: Renette Clochard                                                                        | Siehe: Renette Clochard                                                                                          | Siehe: Renette Clochard | Siehe: Renette Clochard                                                       |
| Reinette Coulon | Siehe: Coulons Renette                               | Siehe: Coulons Renette                                                                         | Siehe: Coulons Renette                                                                                           | Siehe: Coulons Renette | Siehe: Coulons Renette                                                        |
| Reinette Courthay |                                                      |                                                                                                | | | f                                                                             |
| Reinette Da Mana |                                                      |                                                                                                | | | e                                                                             |
| Reinette D'Allemagne | Siehe: Edelborsdorfer                                | Siehe: Edelborsdorfer                                                                          | Siehe: Edelborsdorfer                                                                                            | Siehe: Edelborsdorfer | Siehe: Edelborsdorfer                                                         |
| Reinette D'Amboulne |                                                      |                                                                                                | | | o                                                                             |
| Reinette D'Amerique |                                                      |                                                                                                | | | f                                                                             |
| Reinette D'Anjou |                                                      |                                                                                                | | | f                                                                             |
| Reinette D'Anthezieux |                                                      |                                                                                                | | | f                                                                             |
| Reinette D'Armorique |                                                      |                                                                                                | | | f, o                                                                          |
| Reinette De Bailleul |                                                      |                                                                                                | | | o                                                                             |
| Reinette De Bayeux |                                                      |                                                                                                | | |                                                                               |
| Reinette De Bollvilla | Siehe: Baumanns Renette                              | Siehe: Baumanns Renette                                                                        | Siehe: Baumanns Renette                                                                                          | Siehe: Baumanns Renette | Siehe: Baumanns Renette                                                       |
| Reinette De Bordeaux | Siehe: Renette Aus Bordeaux                          | Siehe: Renette Aus Bordeaux                                                                    | Siehe: Renette Aus Bordeaux                                                                                      | Siehe: Renette Aus Bordeaux | Siehe: Renette Aus Bordeaux                                                   |
| Reinette De Bretagne | Siehe: Renette Von Bretagne                          | Siehe: Renette Von Bretagne                                                                    | Siehe: Renette Von Bretagne                                                                                      | Siehe: Renette Von Bretagne | Siehe: Renette Von Bretagne                                                   |
| Reinette De Brucbrucks |                                                      |                                                                                                | | | f, g (S. 259)                                                                 |
| Reinette De Caen | Siehe: Kanadarenette                                 | Siehe: Kanadarenette                                                                           | Siehe: Kanadarenette                                                                                             | Siehe: Kanadarenette | Siehe: Kanadarenette                                                          |
| Reinette De Caux |                                                      |                                                                                                | | |                                                                               |
| Reinette De Champagne | Siehe: Champagnerrenette                             | Siehe: Champagnerrenette                                                                       | Siehe: Champagnerrenette                                                                                         | Siehe: Champagnerrenette | Siehe: Champagnerrenette                                                      |
| Reinette De Chevroux |                                                      |                                                                                                | | | o                                                                             |
| Reinette De Chênée |                                                      |                                                                                                | | | o                                                                             |
| Reinette De Cuzy |                                                      |                                                                                                | | | o                                                                             |
| Reinette De Dieppedalle (oder: Reinette Dippedale, Reinette Grise De Rouen) |                                                      |                                                                                                | | |                                                                               |
| Reinette de Flandre |                                                      |                                                                                                | | |                                                                               |
| Reinette De France |                                                      |                                                                                                | | | f, o                                                                          |
| Reinette De Geer | Siehe: De Geers Renette                              | Siehe: De Geers Renette                                                                        | Siehe: De Geers Renette                                                                                          | Siehe: De Geers Renette | Siehe: De Geers Renette                                                       |
| Reinette De Granville |                                                      |                                                                                                | | | f                                                                             |
| Reinette De Grez-Doiceau |                                                      |                                                                                                | | | o                                                                             |
| Reinette De Jäger | Siehe: Jägers Renette                                | Siehe: Jägers Renette                                                                          | Siehe: Jägers Renette                                                                                            | Siehe: Jägers Renette | Siehe: Jägers Renette                                                         |
| Reinette De Lucas | Siehe: Renette Lucas                                 | Siehe: Renette Lucas                                                                           | Siehe: Renette Lucas                                                                                             | Siehe: Renette Lucas | Siehe: Renette Lucas                                                          |
| Reinette De Macon | Siehe: Renette Aus Damason                           | Siehe: Renette Aus Damason                                                                     | Siehe: Renette Aus Damason                                                                                       | Siehe: Renette Aus Damason | Siehe: Renette Aus Damason                                                    |
| Reinette De Maurs |                                                      |                                                                                                | | | f                                                                             |
| Reinette De Metz |                                                      |                                                                                                | | | e, f                                                                          |
| Reinette De Montmorency |                                                      |                                                                                                | | |                                                                               |
| Reinette De Norwège |                                                      |                                                                                                | | |                                                                               |
| Reinette De Plouerc |                                                      |                                                                                                | | | e, f                                                                          |
| Reinette De Pluvigne |                                                      |                                                                                                | | | f                                                                             |
| Reinette De Raffray |                                                      |                                                                                                | | | f                                                                             |
| Reinette De Versailles | Siehe: Graue Champagnerrenette                       | Siehe: Graue Champagnerrenette                                                                 | Siehe: Graue Champagnerrenette                                                                                   | Siehe: Graue Champagnerrenette | Siehe: Graue Champagnerrenette                                                |
| Reinette Des Capucins |                                                      |                                                                                                | | |                                                                               |
| Reinette Des Carmes | Siehe: Karmeliterrenette                             | Siehe: Karmeliterrenette                                                                       | Siehe: Karmeliterrenette                                                                                         | Siehe: Karmeliterrenette | Siehe: Karmeliterrenette                                                      |
| Reinette Des Hospitaux | Siehe: Englische Spital-Renette                      | Siehe: Englische Spital-Renette                                                                | Siehe: Englische Spital-Renette                                                                                  | Siehe: Englische Spital-Renette | Siehe: Englische Spital-Renette                                               |
| Reinette Des Vergers | Siehe: Luxemburger Renette                           | Siehe: Luxemburger Renette                                                                     | Siehe: Luxemburger Renette                                                                                       | Siehe: Luxemburger Renette | Siehe: Luxemburger Renette                                                    |
| Reinette Descardre |                                                      |                                                                                                | | | f                                                                             |
| Reinette Dippedale | Siehe: Reinette De Dieppedalle                       | Siehe: Reinette De Dieppedalle                                                                 | Siehe: Reinette De Dieppedalle                                                                                   | Siehe: Reinette De Dieppedalle | Siehe: Reinette De Dieppedalle                                                |
| Reinette Dorée | Siehe: Französische Gold-Renette                     | Siehe: Französische Gold-Renette                                                               | Siehe: Französische Gold-Renette                                                                                 | Siehe: Französische Gold-Renette | Siehe: Französische Gold-Renette                                              |
| Reinette D'Orléans | Siehe: Orleansrenette                                | Siehe: Orleansrenette                                                                          | Siehe: Orleansrenette                                                                                            | Siehe: Orleansrenette | Siehe: Orleansrenette                                                         |
| Reinette Du Canada | Siehe: Kanadarenette                                 | Siehe: Kanadarenette                                                                           | Siehe: Kanadarenette                                                                                             | Siehe: Kanadarenette | Siehe: Kanadarenette                                                          |
| Reinette Du Grand Faye | Siehe: Graue Kanadarenette                           | Siehe: Graue Kanadarenette                                                                     | Siehe: Graue Kanadarenette                                                                                       | Siehe: Graue Kanadarenette | Siehe: Graue Kanadarenette                                                    |
| Reinette Du Mans (oder: Renetta Di Mans) |                                                      |                                                                                                | | |                                                                               |
| Reinette Du Roi | Siehe: Winter-Zitronenapfel                          | Siehe: Winter-Zitronenapfel                                                                    | Siehe: Winter-Zitronenapfel                                                                                      | Siehe: Winter-Zitronenapfel | Siehe: Winter-Zitronenapfel                                                   |
| Reinette Du Vigan |                                                      |                                                                                                | | |                                                                               |
| Reinette Dubuisson |                                                      |                                                                                                | | | f                                                                             |
| Reinette Durable Deux Ans | Siehe: Renette Von Lüneville                         | Siehe: Renette Von Lüneville                                                                   | Siehe: Renette Von Lüneville                                                                                     | Siehe: Renette Von Lüneville | Siehe: Renette Von Lüneville                                                  |
| Reinette Dure |                                                      |                                                                                                | | |                                                                               |
| Reinette Evagil | Siehe: Renette Evagil                                | Siehe: Renette Evagil                                                                          | Siehe: Renette Evagil                                                                                            | Siehe: Renette Evagil | Siehe: Renette Evagil                                                         |
| Reinette Fardel |                                                      |                                                                                                | | | o                                                                             |
| Reinette Fouquet |                                                      |                                                                                                | | |                                                                               |
| Reinette Franche | Siehe: Edel-Renette                                  | Siehe: Edel-Renette                                                                            | Siehe: Edel-Renette                                                                                              | Siehe: Edel-Renette | Siehe: Edel-Renette                                                           |
| Reinette Grise | Siehe: Graue Französische Renette                    | Siehe: Graue Französische Renette                                                              | Siehe: Graue Französische Renette                                                                                | Siehe: Graue Französische Renette | Siehe: Graue Französische Renette                                             |
| Reinette Grise Ancienne | Siehe: Graue Französische Renette                    | Siehe: Graue Französische Renette                                                              | Siehe: Graue Französische Renette                                                                                | Siehe: Graue Französische Renette | Siehe: Graue Französische Renette                                             |
| Reinette Grise Brownlees | Siehe: Brownlees Russet                              | Siehe: Brownlees Russet                                                                        | Siehe: Brownlees Russet                                                                                          | Siehe: Brownlees Russet | Siehe: Brownlees Russet                                                       |
| Reinette Grise D'Automne | Siehe: Graue Herbstrenette                           | Siehe: Graue Herbstrenette                                                                     | Siehe: Graue Herbstrenette                                                                                       | Siehe: Graue Herbstrenette | Siehe: Graue Herbstrenette                                                    |
| Reinette Grise De Billon |                                                      |                                                                                                | | | f, g (S. 259)                                                                 |
| Reinette Grise De Bretagne |                                                      |                                                                                                | | |                                                                               |
| Reinette Grise De Comtoise |                                                      |                                                                                                | | | o                                                                             |
| Reinette Grise De Dijon |                                                      |                                                                                                | | | o                                                                             |
| Reinette Grise De Grandville | Siehe: Graue Französische Renette                    | Siehe: Graue Französische Renette                                                              | Siehe: Graue Französische Renette                                                                                | Siehe: Graue Französische Renette | Siehe: Graue Französische Renette                                             |
| Reinette Grise De La Creuse |                                                      |                                                                                                | | | f, g (S. 260)                                                                 |
| Reinette Grise De Portugal | Siehe: Portugiesische Lederreinette                  | Siehe: Portugiesische Lederreinette                                                            | Siehe: Portugiesische Lederreinette                                                                              | Siehe: Portugiesische Lederreinette | Siehe: Portugiesische Lederreinette                                           |
| Reinette Grise De Rouen | Siehe: Reinette De Dieppedalle                       | Siehe: Reinette De Dieppedalle                                                                 | Siehe: Reinette De Dieppedalle                                                                                   | Siehe: Reinette De Dieppedalle | Siehe: Reinette De Dieppedalle                                                |
| Reinette Grise De Saintonge |                                                      |                                                                                                | | | f, o                                                                          |
| Reinette Grise Du Canada | Siehe: Graue Kanadarenette                           | Siehe: Graue Kanadarenette                                                                     | Siehe: Graue Kanadarenette                                                                                       | Siehe: Graue Kanadarenette | Siehe: Graue Kanadarenette                                                    |
| Reinette Grise Du Grand Faye | Siehe: Graue Kanadarenette                           | Siehe: Graue Kanadarenette                                                                     | Siehe: Graue Kanadarenette                                                                                       | Siehe: Graue Kanadarenette | Siehe: Graue Kanadarenette                                                    |
| Reinette Grise Française | Siehe: Graue Französische Renette                    | Siehe: Graue Französische Renette                                                              | Siehe: Graue Französische Renette                                                                                | Siehe: Graue Französische Renette | Siehe: Graue Französische Renette                                             |
| Reinette Grise Parmentier |                                                      |                                                                                                | | | o                                                                             |
| Reinette Hernaut |                                                      |                                                                                                | | | o                                                                             |
| Reinette Jamin |                                                      |                                                                                                | | | e                                                                             |
| Reinette Jaune De Butzel |                                                      |                                                                                                | | | e                                                                             |
| Reinette Jules Labitte |                                                      |                                                                                                | | | o                                                                             |
| Reinette Marbrée |                                                      |                                                                                                | | | f, o                                                                          |
| Reinette Nelquin |                                                      |                                                                                                | | | o                                                                             |
| Reinette Normande | Siehe: Bénédictin                                    | Siehe: Bénédictin                                                                              | Siehe: Bénédictin                                                                                                | Siehe: Bénédictin | Siehe: Bénédictin                                                             |
| Reinette Oberdieck | Siehe: Oberdiecks Renette                            | Siehe: Oberdiecks Renette                                                                      | Siehe: Oberdiecks Renette                                                                                        | Siehe: Oberdiecks Renette | Siehe: Oberdiecks Renette                                                     |
| Reinette Orange | Siehe: Cox Orange                                    | Siehe: Cox Orange                                                                              | Siehe: Cox Orange                                                                                                | Siehe: Cox Orange | Siehe: Cox Orange                                                             |
| Reinette Orange De Cox | Siehe: Cox Orange                                    | Siehe: Cox Orange                                                                              | Siehe: Cox Orange                                                                                                | Siehe: Cox Orange | Siehe: Cox Orange                                                             |
| Reinette Piquée |                                                      |                                                                                                | | |                                                                               |
| Reinette Rouge De France |                                                      |                                                                                                | | |                                                                               |
| Reinette Rouge D'Hiver Baumann | Siehe: Baumanns Renette                              | Siehe: Baumanns Renette                                                                        | Siehe: Baumanns Renette                                                                                          | Siehe: Baumanns Renette | Siehe: Baumanns Renette                                                       |
| Reinette Rouge Etoilée | Siehe: Rote Sternrenette, Sternapi                   | Siehe: Rote Sternrenette, Sternapi                                                             | Siehe: Rote Sternrenette, Sternapi                                                                               | Siehe: Rote Sternrenette, Sternapi | Siehe: Rote Sternrenette, Sternapi                                            |
| Reinette Rousse | Siehe: Karmeliterrenette                             | Siehe: Karmeliterrenette                                                                       | Siehe: Karmeliterrenette                                                                                         | Siehe: Karmeliterrenette | Siehe: Karmeliterrenette                                                      |
| Reinette Russet |                                                      |                                                                                                | | | a                                                                             |
| Reinette Sanguine Du Rhin | Siehe: Blutrote Rheinische Renette                   | Siehe: Blutrote Rheinische Renette                                                             | Siehe: Blutrote Rheinische Renette                                                                               | Siehe: Blutrote Rheinische Renette | Siehe: Blutrote Rheinische Renette                                            |
| Reinette Simirenko |                                                      |                                                                                                | | | e, f                                                                          |
| Reinette Thouin | Siehe: Thouins Renette                               | Siehe: Thouins Renette                                                                         | Siehe: Thouins Renette                                                                                           | Siehe: Thouins Renette | Siehe: Thouins Renette                                                        |
| Reinette Toute Grise | Siehe: Graue Französische Renette                    | Siehe: Graue Französische Renette                                                              | Siehe: Graue Französische Renette                                                                                | Siehe: Graue Französische Renette | Siehe: Graue Französische Renette                                             |
| Reinette Tres Tardive |                                                      |                                                                                                | | | e                                                                             |
| Reinette Truite | Siehe: Karmeliterrenette                             | Siehe: Karmeliterrenette                                                                       | Siehe: Karmeliterrenette                                                                                         | Siehe: Karmeliterrenette | Siehe: Karmeliterrenette                                                      |
| Reinette Van Berk | Siehe: Van Berk's Reinette                           | Siehe: Van Berk's Reinette                                                                     | Siehe: Van Berk's Reinette                                                                                       | Siehe: Van Berk's Reinette | Siehe: Van Berk's Reinette                                                    |
| Reinette Van Ekenstein | Siehe: Renette Van Ekenstein                         | Siehe: Renette Van Ekenstein                                                                   | Siehe: Renette Van Ekenstein                                                                                     | Siehe: Renette Van Ekenstein | Siehe: Renette Van Ekenstein                                                  |
| Reinette Verte |                                                      |                                                                                                | | | f                                                                             |
| Reinette Vignat |                                                      |                                                                                                | | | o                                                                             |
| Reinette Von Auvergne |                                                      |                                                                                                | | | p (S. 531)                                                                    |
| Reinette Von Berk | Siehe: Van Berk's Reinette                           | Siehe: Van Berk's Reinette                                                                     | Siehe: Van Berk's Reinette                                                                                       | Siehe: Van Berk's Reinette | Siehe: Van Berk's Reinette                                                    |
| Reinette Von Breda | Siehe: Renette Von Breda                             | Siehe: Renette Von Breda                                                                       | Siehe: Renette Von Breda                                                                                         | Siehe: Renette Von Breda | Siehe: Renette Von Breda                                                      |
| Reinette Von Bordeaux |                                                      |                                                                                                | | | p (S. 532)                                                                    |
| Reinette Von Doué | Siehe: Renette Von Doué                              | Siehe: Renette Von Doué                                                                        | Siehe: Renette Von Doué                                                                                          | Siehe: Renette Von Doué | Siehe: Renette Von Doué                                                       |
| Reinette Von Madeira | Siehe: Renette Von Madeira                           | Siehe: Renette Von Madeira                                                                     | Siehe: Renette Von Madeira                                                                                       | Siehe: Renette Von Madeira | Siehe: Renette Von Madeira                                                    |
| Reinette Von Montbron |                                                      |                                                                                                | | | p (S. 535)                                                                    |
| Reinette Vuurveld |                                                      |                                                                                                | | | o                                                                             |
| Reinstar |                                                      |                                                                                                | | | f                                                                             |
| Reitenbacher |                                                      |                                                                                                | | |                                                                               |
| Reitländer |                                                      |                                                                                                | | | j, o                                                                          |
| Reka |                                                      |                                                                                                | | | j, o                                                                          |
| Rekarda |                                                      | Golden Delicious x Remo                                                                        | | Bundesanstalt für Züchtungsforschung an Kulturpflanzen, Institut für Obstzüchtung, Dresden-Pillnitz | j, o, t                                                                       |
| Releika |                                                      | Clivia x Klon BX 44,2                                                                          | | Bundesanstalt für Züchtungsforschung an Kulturpflanzen, Institut für Obstzüchtung, Dresden-Pillnitz | j, o, t                                                                       |
| Releta |                                                      |                                                                                                | | | j, o                                                                          |
| Relinda |                                                      | Undine x Klon BX 44,14                                                                         | | Institut für Obstforschung, Dresden-Pillnitz | j, o, t                                                                       |
| Rellstab |                                                      | Mutation von Gravensteiner                                                                     | Schweiz | |                                                                               |
| Rembrandt |                                                      |                                                                                                | | |                                                                               |
| Remo |                                                      | Japanischer Wildapfel × James Grieve                                                           | Institut für Obstforschung, Dresden-Pillnitz                                                                     | | j, o, t                                                                       |
| Remura |                                                      |                                                                                                | | | j, o                                                                          |
| Rénao |                                                      |                                                                                                | | Herstellung von Cidre |                                                                               |
| Rene |                                                      | James Grieve x Klon BX 44,14                                                                   | | | j, o, t                                                                       |
| René Martin |                                                      |                                                                                                | | Herstellung von Cidre |                                                                               |
| René Vert |                                                      |                                                                                                | | | o                                                                             |
| Renet Cenusiu De Canada | Siehe: Graue Kanadarenette                           | Siehe: Graue Kanadarenette                                                                     | Siehe: Graue Kanadarenette                                                                                       | Siehe: Graue Kanadarenette | Siehe: Graue Kanadarenette                                                    |
| Renet Coksa | Siehe: Cox Orange                                    | Siehe: Cox Orange                                                                              | Siehe: Cox Orange                                                                                                | Siehe: Cox Orange | Siehe: Cox Orange                                                             |
| Renet Cox Portocaliu | Siehe: Cox Orange                                    | Siehe: Cox Orange                                                                              | Siehe: Cox Orange                                                                                                | Siehe: Cox Orange | Siehe: Cox Orange                                                             |
| Renet Coxa | Siehe: Cox Orange                                    | Siehe: Cox Orange                                                                              | Siehe: Cox Orange                                                                                                | Siehe: Cox Orange | Siehe: Cox Orange                                                             |
| Renet Portocaliu | Siehe: Cox Orange                                    | Siehe: Cox Orange                                                                              | Siehe: Cox Orange                                                                                                | Siehe: Cox Orange | Siehe: Cox Orange                                                             |
| Renet Seryi Kanadskii | Siehe: Graue Kanadarenette                           | Siehe: Graue Kanadarenette                                                                     | Siehe: Graue Kanadarenette                                                                                       | Siehe: Graue Kanadarenette | Siehe: Graue Kanadarenette                                                    |
| Reneta Ananasova | Siehe: Ananas-Renette                                | Siehe: Ananas-Renette                                                                          | Siehe: Ananas-Renette                                                                                            | Siehe: Ananas-Renette | Siehe: Ananas-Renette                                                         |
| Reneta Coxa Pomaranzowa | Siehe: Cox Orange                                    | Siehe: Cox Orange                                                                              | Siehe: Cox Orange                                                                                                | Siehe: Cox Orange | Siehe: Cox Orange                                                             |
| Reneta Piękna Panna | Siehe: Jungferschönchen                              | Siehe: Jungferschönchen                                                                        | Siehe: Jungferschönchen                                                                                          | Siehe: Jungferschönchen | Siehe: Jungferschönchen                                                       |
| Reneta Woskowa |                                                      |                                                                                                | | | e                                                                             |
| Renetta Del Canada Rugginosa | Siehe: Graue Kanadarenette                           | Siehe: Graue Kanadarenette                                                                     | Siehe: Graue Kanadarenette                                                                                       | Siehe: Graue Kanadarenette | Siehe: Graue Kanadarenette                                                    |
| Renetta Di Mans | Siehe: Reinette Du Mans                              | Siehe: Reinette Du Mans                                                                        | Siehe: Reinette Du Mans                                                                                          | Siehe: Reinette Du Mans | Siehe: Reinette Du Mans                                                       |
| Renetta Dorata |                                                      |                                                                                                | | | e                                                                             |
| Renetta Grigia Del Canada | Siehe: Graue Kanadarenette                           | Siehe: Graue Kanadarenette                                                                     | Siehe: Graue Kanadarenette                                                                                       | Siehe: Graue Kanadarenette | Siehe: Graue Kanadarenette                                                    |
| Renetta Grigia Di Torriana |                                                      |                                                                                                | | | f                                                                             |
| Renette Aus Bordeaux (oder: Reinette De Bordeaux) |                                                      |                                                                                                | | | f                                                                             |
| Renette Aus Damason (oder: Reinette De Macon) |                                                      |                                                                                                | | | f                                                                             |
| Renette Aus Der Normandie |                                                      |                                                                                                | | | o                                                                             |
| Renette Aus Lunéville |                                                      |                                                                                                | | | o                                                                             |
| Renette Aus Middelburg |                                                      |                                                                                                | | | o                                                                             |
| Renette Aus Montmorency |                                                      |                                                                                                | | | o                                                                             |
| Renette Aus Orléans | Siehe: Orleansrenette                                | Siehe: Orleansrenette                                                                          | Siehe: Orleansrenette                                                                                            | Siehe: Orleansrenette | Siehe: Orleansrenette                                                         |
| Renette Aus Sorgvliet |                                                      |                                                                                                | | | o                                                                             |
| Renette Aus Versailles |                                                      |                                                                                                | | | o                                                                             |
| Renette Basiner |                                                      |                                                                                                | | | h (Nr. 441, S. 493)                                                           |
| Renette Carpentin |                                                      |                                                                                                | | | o                                                                             |
| Renette Clochard (oder: Reinette Clochard) |                                                      |                                                                                                | | | e, f, g (S. 258)                                                              |
| Renette De Caux |                                                      |                                                                                                | | | o                                                                             |
| Renette Evagil (oder: Reinette Evagil) |                                                      |                                                                                                | | | h (Nr. 377, S. 425), j                                                        |
| Renette Fournière |                                                      |                                                                                                | | | h (Nr. 493, S. 546)                                                           |
| Renette Fox |                                                      |                                                                                                | | | o                                                                             |
| Renette Lucas (oder: Reinette De Lucas) |                                                      |                                                                                                | | | f                                                                             |
| Renette Parmentier (oder: Grauer Spitzapfel) |                                                      |                                                                                                | | | h (Nr. 573, S. 634), p (S. 344)                                               |
| Renette Seetchat |                                                      |                                                                                                | | | h (Nr. 596, S. 663)                                                           |
| Renette Széchény |                                                      |                                                                                                | | | h (Nr. 444, S. 496)                                                           |
| Renette Van Ekenstein (oder: Reinette Van Ekenstein) |                                                      |                                                                                                | | | e, f                                                                          |
| Renette Von Anthézieux |                                                      |                                                                                                | | | h (Nr. 554, S. 615)                                                           |
| Renette Von Beek |                                                      |                                                                                                | | | h (Nr. 542, S. 600)                                                           |
| Renette Von Benediktbeuern | Siehe: Wachsrenette Von Benediktbeuern               | Siehe: Wachsrenette Von Benediktbeuern                                                         | Siehe: Wachsrenette Von Benediktbeuern                                                                           | Siehe: Wachsrenette Von Benediktbeuern | Siehe: Wachsrenette Von Benediktbeuern                                        |
| Renette Von Bihorel |                                                      |                                                                                                | | | h (Nr. 491, S. 544)                                                           |
| Renette Von Breda (oder: Reinette Von Breda) |                                                      |                                                                                                | | | h (Nr. 373, S. 421)                                                           |
| Renette Von Bretagne (oder: Reinette De Bretagne) |                                                      |                                                                                                | | | h (Nr. 539, S. 596), o                                                        |
| Renette Von Canterbury |                                                      |                                                                                                | | | h (Nr. 95, S. 109)                                                            |
| Renette Von Caux |                                                      |                                                                                                | | | h (Nr. 477, S. 530)                                                           |
| Renette Von Clochard |                                                      |                                                                                                | | | h (Nr. 413, S. 461), j                                                        |
| Renette Von Damason |                                                      |                                                                                                | | | h (Nr. 587, S. 650)                                                           |
| Renette Von Dippedalle |                                                      |                                                                                                | | | h (Nr. 572, S. 633)                                                           |
| Renette Von Doué |                                                      |                                                                                                | | | h (Nr. 499, S. 552), p (S. 534)                                               |
| Renette Von Gomont |                                                      |                                                                                                | | | h (Nr. 304, S. 341)                                                           |
| Renette Von Lüneville (oder: Reinette Durable Deux Ans, Zwei Jahre Dauernde Renette) |                                                      |                                                                                                | | Wird erst gegen Pfingsten schmackhaft. Nur spät abgenommen erhält der Apfel seinen wahren Geschmack. Frucht fest, süß, gewürzhaft. | h (Nr. 361, S. 408)                                                           |
| Renette Von Madeira |                                                      |                                                                                                | | | h (Nr. 419, S. 467), p (S. 532)                                               |
| Renette Von Middelburg |                                                      |                                                                                                | | | h (Nr. 399, S. 447)                                                           |
| Renette Von Montfort | Siehe: Schöner Aus Boskoop                           | Siehe: Schöner Aus Boskoop                                                                     | Siehe: Schöner Aus Boskoop                                                                                       | Siehe: Schöner Aus Boskoop | Siehe: Schöner Aus Boskoop                                                    |
| Renette Von Sorvliet |                                                      |                                                                                                | | | h (Nr. 315, S. 352)                                                           |
| Renette Von Tettnang | Siehe: Französische Gold-Renette                     | Siehe: Französische Gold-Renette                                                               | Siehe: Französische Gold-Renette                                                                                 | Siehe: Französische Gold-Renette | Siehe: Französische Gold-Renette                                              |
| Renette Von Wormsley |                                                      |                                                                                                | | | h (Nr. 317, S. 355)                                                           |
| Reno |                                                      |                                                                                                | | | o                                                                             |
| Renora |                                                      | Clivia × Klon BX 44,2                                                                          | Bundesanstalt für Züchtungsforschung an Kulturpflanzen, Institut für Obstzüchtung, Dresden-Pillnitz              | | f, j, o, t                                                                    |
| Renown |                                                      | Cox Orange × Unbekannt                                                                         | | | f                                                                             |
| Repka Malenka |                                                      |                                                                                                | | |                                                                               |
| Resi |                                                      | Clivia x BX 44,14                                                                              | | Bundesanstalt für Züchtungsforschung an Kulturpflanzen, Institut für Obstzüchtung, Dresden-Pillnitz | j, o, t                                                                       |
| Resista |                                                      |                                                                                                | | | j, o                                                                          |
| Resita |                                                      |                                                                                                | | | o                                                                             |
| Reta |                                                      |                                                                                                | | | e                                                                             |
| Retina |                                                      | Apollo x Klon BX 44,2                                                                          | | Institut für Obstforschung, Dresden-Pillnitz | a, f, j, o, t                                                                 |
| Revalscher Birnapfel |                                                      |                                                                                                | | | h (Nr. 157, S. 178), o                                                        |
| Reverend Morgan |                                                      |                                                                                                | | | a                                                                             |
| Reverend W. Wilkes | Siehe: Reverend Wilks                                | Siehe: Reverend Wilks                                                                          | Siehe: Reverend Wilks                                                                                            | Siehe: Reverend Wilks | Siehe: Reverend Wilks                                                         |
| Reverend W. Wilks | Siehe: Reverend Wilks                                | Siehe: Reverend Wilks                                                                          | Siehe: Reverend Wilks                                                                                            | Siehe: Reverend Wilks | Siehe: Reverend Wilks                                                         |
| Reverend Wilks (oder: Reverend W. Wilks) |                                                      |                                                                                                | 1904 in Slough, Buckinghamshire, England                                                                         | | a, c, e, f, j                                                                 |
| Revert |                                                      |                                                                                                | | | o                                                                             |
| Revival |                                                      |                                                                                                | | | a                                                                             |
| Rewena |                                                      | Clivia × Zuchtklon BX 44,14                                                                    | Sortenschutz seit 1994                                                                                           | Säuerlich mit geringem Aroma, Institut für Obstforschung, Dresden-Pillnitz | f, j, o, t                                                                    |
| Rglors |                                                      | Sport von Rosy Glow                                                                            | | US-Patent US 20090199315 P1 |                                                                               |
| Rhapsodie |                                                      |                                                                                                | | | o                                                                             |
| Rheingold |                                                      | Anton Fischer × James Grieve                                                                   | | | j, o                                                                          |
| Rheinische Schafsnase |                                                      |                                                                                                | | | h (Nr. 81, S. 90), j, o, p (S. 536f)                                          |
| Rheinischer Bohnapfel | Siehe: Bohnapfel                                     | Siehe: Bohnapfel                                                                               | Siehe: Bohnapfel                                                                                                 | Siehe: Bohnapfel | Siehe: Bohnapfel                                                              |
| Rheinischer Krummstiel (oder: Gestreifter Römerapfel, Krummstiel, Krummstingel) |                                                      |                                                                                                | vor 1800 zwischen Köln und Bonn                                                                                  | | f, h (Nr. 84, S. 93), j, o, p (S. 538)                                        |
| Rheinischer Naberling |                                                      |                                                                                                | | | p (S. 539)                                                                    |
| Rheinischer Spitzapfel |                                                      |                                                                                                | | | p (S. 540)                                                                    |
| Rheinischer Winterrambur (oder: Bolchapfel, Jägerapfel, Menznauer Jäger, Pfaurubiner, Rambour D'Hiver Du Rhin, Salemer, Salemer Klosterapfel, Schärlis Wildling, Teuringer, Teuringer Rambur, Winterrambour, Winterrambur) |                                                      |                                                                                                | vor 1650 | Der als Synonym genannte Salemer Klosterapfel ist nach der Abbildung von Richard Zorn dem Rheinischen Winterrambour sehr unähnlich. Wuchs in meinem Garten mit starken, aber kurzen Trieben, sehr zuverlässig tragende und unempfindliche Sorte. Toleriert Wurmbefall. Sehr vielseitig verwendbar, Fleisch etwas grobzellig, Geschmack gut, aber nicht überragend, süß ohne besondere Aroma-Note. | h (Nr. 265, S. 297 sowie Nr. 280, S. 312), j, o, p (S. 184, 422f, 571, 640ff) |
| Rheinisches Seidenhemdchen (oder: Rotes Seidenhemdchen) |                                                      |                                                                                                | alte Sorte, eventuell Rheinland oder Holland                                                                     | | j, o                                                                          |
| Rheinlands Ruhm |                                                      |                                                                                                | | | o, p (S. 541)                                                                 |
| Rheinprinz |                                                      |                                                                                                | | | o                                                                             |
| Rhode Island Greening | Siehe: Grünling Aus Rhode-Island                     | Siehe: Grünling Aus Rhode-Island                                                               | Siehe: Grünling Aus Rhode-Island                                                                                 | Siehe: Grünling Aus Rhode-Island | Siehe: Grünling Aus Rhode-Island                                              |
| Rialette |                                                      |                                                                                                | | | o                                                                             |
| Ribonde |                                                      |                                                                                                | | | f                                                                             |
| Ribston | Siehe: Ribston Pepping                               | Siehe: Ribston Pepping                                                                         | Siehe: Ribston Pepping                                                                                           | Siehe: Ribston Pepping | Siehe: Ribston Pepping                                                        |
| Ribston Pepping (oder: Englische Granatrenette, Glory Of York, Goldrabau, Granatrenette, Nonpareille D'Angleterre, Ribston, Ribston Pippin, Travers Renette) |                                                      | Sämling von Muskatrenette                                                                      | um 1707 in Ribston Hall, bei Knaresborough, North Yorkshire, England                                             | Beschreibung | a, c, d, e, f, g (S. 261), h (Nr. 540, S. 597), j, o                          |
| Ribston Pippin | Siehe: Ribston Pepping                               | Siehe: Ribston Pepping                                                                         | Siehe: Ribston Pepping                                                                                           | Siehe: Ribston Pepping | Siehe: Ribston Pepping                                                        |
| Ricardon |                                                      |                                                                                                | 13. Jahrhundert in England                                                                                       | | g (S. 39)                                                                     |
| Richard | Siehe: Gelber Richard                                | Siehe: Gelber Richard                                                                          | Siehe: Gelber Richard                                                                                            | Siehe: Gelber Richard | Siehe: Gelber Richard                                                         |
| Richard Jaune | Siehe: Gelber Richard                                | Siehe: Gelber Richard                                                                          | Siehe: Gelber Richard                                                                                            | Siehe: Gelber Richard | Siehe: Gelber Richard                                                         |
| Richard's Graft |                                                      |                                                                                                | | |                                                                               |
| Richardson |                                                      |                                                                                                | | | f                                                                             |
| Richardson (Ireland) |                                                      |                                                                                                | | |                                                                               |
| Richardson (USA) |                                                      |                                                                                                | | |                                                                               |
| Richared Delicious |                                                      | Mutation von Red Delicious                                                                     | | | a, f                                                                          |
| Richelieu |                                                      |                                                                                                | | | a                                                                             |
| Rieder Gulderling |                                                      |                                                                                                | | | p (S. 542)                                                                    |
| Riengel | Siehe: Sauergrauech                                  | Siehe: Sauergrauech                                                                            | Siehe: Sauergrauech                                                                                              | Siehe: Sauergrauech | Siehe: Sauergrauech                                                           |
| Riesenantonowka (oder: Anderthalbpfündige Antonowka, Antonówka Póltorafuntowa, Antonowka Polutorafuntowaja, Sahnelein, Śmietanówka) |                                                      | Knospenmutation von 'Antonowka mogiljowskaja belaja'. Züchter: Iwan Wladimirowitsch Mitschurin | 1888 | Bild, Beschreibung | o                                                                             |
| Riesenbohnapfel |                                                      |                                                                                                | | evtl. identisch mit Auringer Bohnapfel | p (S. 543)                                                                    |
| Riesenboiken |                                                      |                                                                                                | | Beschreibung | j, o, p (S. 544)                                                              |
| Rigaer Taubenapfel | Siehe: Glogerovka                                    | Siehe: Glogerovka                                                                              | Siehe: Glogerovka                                                                                                | Siehe: Glogerovka | Siehe: Glogerovka                                                             |
| Rigaer Birnapfel |                                                      |                                                                                                | | | h (Nr. 146, S. 166)                                                           |
| Rigaer Milchapfel |                                                      |                                                                                                | | | n                                                                             |
| Rigler |                                                      |                                                                                                | | | o                                                                             |
| Rimbacher Roter |                                                      |                                                                                                | | | o                                                                             |
| Ringapfel | Siehe: Königlicher Kurzstiel                         | Siehe: Königlicher Kurzstiel                                                                   | Siehe: Königlicher Kurzstiel                                                                                     | Siehe: Königlicher Kurzstiel | Siehe: Königlicher Kurzstiel                                                  |
| Ringer |                                                      |                                                                                                | | | f                                                                             |
| Ringstad |                                                      |                                                                                                | | | f                                                                             |
| Ringwiler Rosen-Reinette |                                                      |                                                                                                | | | o                                                                             |
| Rinkenapfel | Siehe: Königlicher Kurzstiel                         | Siehe: Königlicher Kurzstiel                                                                   | Siehe: Königlicher Kurzstiel                                                                                     | Siehe: Königlicher Kurzstiel | Siehe: Königlicher Kurzstiel                                                  |
| Rioler Mostapfel |                                                      |                                                                                                | | | o                                                                             |
| Rippapfel (oder: Eckerling) |                                                      |                                                                                                | | | p (S. 545f)                                                                   |
| Risäter |                                                      |                                                                                                | | |                                                                               |
| Ritters Stolz |                                                      |                                                                                                | | | j                                                                             |
| Rival |                                                      | Cox Orange × Unbekannt                                                                         | | | a, e, f, j                                                                    |
| Rivers' Early Peach |                                                      |                                                                                                | | | f                                                                             |
| Rivers' Nonsuch |                                                      |                                                                                                | | | f                                                                             |
| Riversii |                                                      |                                                                                                | | | e                                                                             |
| Rivièreapfel |                                                      |                                                                                                | | | h (Nr. 502, S. 555)                                                           |
| Roanoke |                                                      |                                                                                                | | | f                                                                             |
| Roba (oder: Erwin Baur Roba, Roter Erwin Baur) |                                                      | Mutation des Erwin Baur                                                                        | | | f, g (S. 211), j                                                              |
| Roberson |                                                      |                                                                                                | | |                                                                               |
| Robert Blatchford |                                                      |                                                                                                | | | f                                                                             |
| Robin Pippin |                                                      |                                                                                                | | | f                                                                             |
| Robine |                                                      |                                                                                                | | |                                                                               |
| Robison |                                                      |                                                                                                | | |                                                                               |
| Robinson |                                                      |                                                                                                | | | e                                                                             |
| Rock |                                                      |                                                                                                | | | f                                                                             |
| Rock Pippin |                                                      |                                                                                                | | |                                                                               |
| Rocket Red Braeburn |                                                      |                                                                                                | | | a                                                                             |
| Rockii |                                                      |                                                                                                | | | e                                                                             |
| Rockit | Siehe: Prema 96                                      | Siehe: Prema 96                                                                                | Siehe: Prema 96                                                                                                  | Siehe: Prema 96 | Siehe: Prema 96                                                               |
| Rod Tonnes |                                                      |                                                                                                | | | f                                                                             |
| Roda Mantet |                                                      |                                                                                                | | | e                                                                             |
| Rodauner Goldapfel |                                                      |                                                                                                | | Beschreibung | o                                                                             |
| Rode Bonheider |                                                      |                                                                                                | | | o                                                                             |
| Rode Hert |                                                      |                                                                                                | | | o                                                                             |
| Rode Wagenaar |                                                      |                                                                                                | | | f                                                                             |
| Rode Walschaert |                                                      |                                                                                                | | | o                                                                             |
| Rödluvan |                                                      |                                                                                                | | | f                                                                             |
| Roelse | Siehe: Roelstar                                      | Siehe: Roelstar                                                                                | Siehe: Roelstar                                                                                                  | Siehe: Roelstar | Siehe: Roelstar                                                               |
| Roelstar (oder: Roelse) |                                                      | Mutante von Elstar                                                                             | | |                                                                               |
| Rogers | Siehe: Rogers Mcintosh                               | Siehe: Rogers Mcintosh                                                                         | Siehe: Rogers Mcintosh                                                                                           | Siehe: Rogers Mcintosh | Siehe: Rogers Mcintosh                                                        |
| Rogers Mcintosh (oder: Double Red Mcintosh, Mcintosh Red, Mcintosh Rogers, Red Mcintosh, Rogers) |                                                      | Mcintosh × unbekannt                                                                           | | | e, f, j                                                                       |
| Roggenapfel | Siehe: Weißer Klarapfel                              | Siehe: Weißer Klarapfel                                                                        | Siehe: Weißer Klarapfel                                                                                          | Siehe: Weißer Klarapfel | Siehe: Weißer Klarapfel                                                       |
| Roho 3615 | Siehe: Evelina                                       | Siehe: Evelina                                                                                 | Siehe: Evelina                                                                                                   | Siehe: Evelina | Siehe: Evelina                                                                |
| Roja de Beneixama (oder: Roja de Benejama) |                                                      |                                                                                                | in Beneixama, Alicante                                                                                           | |                                                                               |
| Roja de Benejama | Siehe: Roja de Beneixama                             | Siehe: Roja de Beneixama                                                                       | Siehe: Roja de Beneixama                                                                                         | Siehe: Roja de Beneixama | Siehe: Roja de Beneixama                                                      |
| Rojnik-Apfel |                                                      |                                                                                                | | | h (Nr. 299, S. 336)                                                           |
| Rokewood |                                                      |                                                                                                | | | e, f                                                                          |
| Rolfe |                                                      |                                                                                                | | |                                                                               |
| Romagold |                                                      |                                                                                                | | | e                                                                             |
| Roman Stem |                                                      |                                                                                                | | |                                                                               |
| Romarin D'Entz | Siehe: Entz-Rosmarin                                 | Siehe: Entz-Rosmarin                                                                           | Siehe: Entz-Rosmarin                                                                                             | Siehe: Entz-Rosmarin | Siehe: Entz-Rosmarin                                                          |
| Rome | Siehe: Rome Beauty                                   | Siehe: Rome Beauty                                                                             | Siehe: Rome Beauty                                                                                               | Siehe: Rome Beauty | Siehe: Rome Beauty                                                            |
| Rome Beauty (oder: Rome) |                                                      |                                                                                                | 19. Jahrhundert in Rome, Ohio, USA                                                                               | | a, c, d, e, f, j. p (S. 547–550)                                              |
| Rome Beauty Compspur (oder: Compspur Rome Beauty) |                                                      |                                                                                                | | | e                                                                             |
| Rome Beauty Double Red | Siehe: Double Red Rome Beauty                        | Siehe: Double Red Rome Beauty                                                                  | Siehe: Double Red Rome Beauty                                                                                    | Siehe: Double Red Rome Beauty | Siehe: Double Red Rome Beauty                                                 |
| Rome Beauty Law Strain |                                                      |                                                                                                | | | e                                                                             |
| Rome Beauty Red | Siehe: Red Rome Beauty                               | Siehe: Red Rome Beauty                                                                         | Siehe: Red Rome Beauty                                                                                           | Siehe: Red Rome Beauty | Siehe: Red Rome Beauty                                                        |
| Rome Beauty Spur Red |                                                      |                                                                                                | | | e                                                                             |
| Rome Beauty Spuree |                                                      |                                                                                                | | | e                                                                             |
| Rome Beauty Taylor Strain |                                                      |                                                                                                | | | e                                                                             |
| Rome Early Spur |                                                      |                                                                                                | | | e                                                                             |
| Römer |                                                      |                                                                                                | | | j                                                                             |
| Romeril |                                                      |                                                                                                | | |                                                                               |
| Romerscher Kikker | Siehe: Goldrenette Römischer Kikker                  | Siehe: Goldrenette Römischer Kikker                                                            | Siehe: Goldrenette Römischer Kikker                                                                              | Siehe: Goldrenette Römischer Kikker | Siehe: Goldrenette Römischer Kikker                                           |
| Römischer Härtling |                                                      |                                                                                                | | | h (Nr. 635, S. 703)                                                           |
| Römischer Kikker | Siehe: Goldrenette Römischer Kikker                  | Siehe: Goldrenette Römischer Kikker                                                            | Siehe: Goldrenette Römischer Kikker                                                                              | Siehe: Goldrenette Römischer Kikker | Siehe: Goldrenette Römischer Kikker                                           |
| Romna |                                                      |                                                                                                | | |                                                                               |
| Rondo |                                                      |                                                                                                | | | o                                                                             |
| Ronk |                                                      |                                                                                                | | |                                                                               |
| Roode Kant | Siehe: Danziger Kantapfel                            | Siehe: Danziger Kantapfel                                                                      | Siehe: Danziger Kantapfel                                                                                        | Siehe: Danziger Kantapfel | Siehe: Danziger Kantapfel                                                     |
| Roode Reinette D'Or | Siehe: Rote Kasseler Reinette                        | Siehe: Rote Kasseler Reinette                                                                  | Siehe: Rote Kasseler Reinette                                                                                    | Siehe: Rote Kasseler Reinette | Siehe: Rote Kasseler Reinette                                                 |
| Ropers |                                                      | Mutation von Gravensteiner                                                                     | | |                                                                               |
| Roquet |                                                      |                                                                                                | | |                                                                               |
| Roquet Long |                                                      |                                                                                                | | |                                                                               |
| Roquet Madame |                                                      |                                                                                                | | |                                                                               |
| Ros Picant |                                                      |                                                                                                | 19. Jahrhundert in Rumänien                                                                                      | | c                                                                             |
| Rosa Api |                                                      |                                                                                                | | | o                                                                             |
| Rosa Claussen (oder: Dithmarscher Borsdorfer, Hanna Claussen, Jungferntitt) |                                                      | um 1910 in Dithmarschen                                                                        | | | j, o                                                                          |
| Rosa Dei Monti Sibillini |                                                      |                                                                                                | | |                                                                               |
| Rosa Del Caldara |                                                      |                                                                                                | | | e                                                                             |
| Rosa Del Caldaro | Siehe: Kalterer Böhmer                               | Siehe: Kalterer Böhmer                                                                         | Siehe: Kalterer Böhmer                                                                                           | Siehe: Kalterer Böhmer | Siehe: Kalterer Böhmer                                                        |
| Rosa Du Perche |                                                      |                                                                                                | | | f                                                                             |
| Rosa Mantovano | Siehe: Kalterer Böhmer                               | Siehe: Kalterer Böhmer                                                                         | Siehe: Kalterer Böhmer                                                                                           | Siehe: Kalterer Böhmer | Siehe: Kalterer Böhmer                                                        |
| Rosa Romana |                                                      |                                                                                                | | |                                                                               |
| Rosana |                                                      | Jolana × Lord Lambourne                                                                        | 1980er in der Akademie der Wissenschaften der Tschechischen Republik entwickelt. 1990 kommerziell eingeführt     | | o                                                                             |
| Rosana Zimní |                                                      |                                                                                                | | |                                                                               |
| Rosanne |                                                      |                                                                                                | | | f                                                                             |
| Rose Bud |                                                      |                                                                                                | | | e                                                                             |
| Rose D'Ajoie |                                                      |                                                                                                | | | o                                                                             |
| Rose De Bénauge |                                                      |                                                                                                | | | e, f, o                                                                       |
| Rose De Bouchetière |                                                      |                                                                                                | | | f                                                                             |
| Rose De Saint-Florian | Siehe: Florianer Rosenapfel                          | Siehe: Florianer Rosenapfel                                                                    | Siehe: Florianer Rosenapfel                                                                                      | Siehe: Florianer Rosenapfel | Siehe: Florianer Rosenapfel                                                   |
| Rose Double |                                                      |                                                                                                | | | f                                                                             |
| Rose Du Perch |                                                      |                                                                                                | | | e                                                                             |
| Rose Rouge |                                                      |                                                                                                | | | f                                                                             |
| Rosemary Russet |                                                      |                                                                                                | in UK | | a, c, e, f, j, o                                                              |
| Rosenapfel | Siehe: Danziger Kantapfel, Ditzels Rosenapfel        | Siehe: Danziger Kantapfel, Ditzels Rosenapfel                                                  | Siehe: Danziger Kantapfel, Ditzels Rosenapfel                                                                    | Siehe: Danziger Kantapfel, Ditzels Rosenapfel | Siehe: Danziger Kantapfel, Ditzels Rosenapfel                                 |
| Rosenapfel Vom Schönbuch | Siehe: Rosenapfel Von Schönbuch                      | Siehe: Rosenapfel Von Schönbuch                                                                | Siehe: Rosenapfel Von Schönbuch                                                                                  | Siehe: Rosenapfel Von Schönbuch | Siehe: Rosenapfel Von Schönbuch                                               |
| Rosenapfel Von Croncels | Siehe: Apfel Von Croncels                            | Siehe: Apfel Von Croncels                                                                      | Siehe: Apfel Von Croncels                                                                                        | Siehe: Apfel Von Croncels | Siehe: Apfel Von Croncels                                                     |
| Rosenapfel Von Schönbuch (oder: Kernrosenapfel, Rosenapfel Vom Schönbuch, Wilder Rosenapfel) |                                                      |                                                                                                | | | j, o                                                                          |
| Rosenapi | Siehe: Api Rose                                      | Siehe: Api Rose                                                                                | Siehe: Api Rose                                                                                                  | Siehe: Api Rose | Siehe: Api Rose                                                               |
| Rosenholm |                                                      |                                                                                                | | | j, o                                                                          |
| Rosenstreifling |                                                      |                                                                                                | | | o                                                                             |
| Rosenstreifling (Christ) |                                                      |                                                                                                | | | p (S. 552)                                                                    |
| Rosette |                                                      |                                                                                                | | | a                                                                             |
| Rosioare Calugaresti |                                                      |                                                                                                | | | f                                                                             |
| Rosmarin Ukrainski |                                                      |                                                                                                | | | j                                                                             |
| Rosmarina Bianca | Siehe: Weißer Rosmarinapfel                          | Siehe: Weißer Rosmarinapfel                                                                    | Siehe: Weißer Rosmarinapfel                                                                                      | Siehe: Weißer Rosmarinapfel | Siehe: Weißer Rosmarinapfel                                                   |
| Rosmarinapfel | Siehe: Limonen-Renette                               | Siehe: Limonen-Renette                                                                         | Siehe: Limonen-Renette                                                                                           | Siehe: Limonen-Renette | Siehe: Limonen-Renette                                                        |
| Ross Nonpareil |                                                      |                                                                                                | | | e, f, o                                                                       |
| Rossie Pippin |                                                      |                                                                                                | | | f                                                                             |
| Rosso Del Povero |                                                      |                                                                                                | | | f                                                                             |
| Rosthern |                                                      |                                                                                                | | | e                                                                             |
| Rostocker | Siehe: Roter Stettiner                               | Siehe: Roter Stettiner                                                                         | Siehe: Roter Stettiner                                                                                           | Siehe: Roter Stettiner | Siehe: Roter Stettiner                                                        |
| Rosy Blenheim |                                                      | Cox Orange × Unbekannt                                                                         | | | f                                                                             |
| Rosy Glow |                                                      | Sport von Cripps Pink                                                                          | | | a                                                                             |
| Rotapfel | Siehe: Ausbacher Roter                               | Siehe: Ausbacher Roter                                                                         | Siehe: Ausbacher Roter                                                                                           | Siehe: Ausbacher Roter | Siehe: Ausbacher Roter                                                        |
| Rotbackiger Winter-Pepping |                                                      |                                                                                                | | | h (Nr. 485, S. 538), o                                                        |
| Rote Alkmene (oder: Red Alkmene) |                                                      |                                                                                                | | | a, f, j                                                                       |
| Rote Alkmene Typ Rosenberg |                                                      |                                                                                                | | | j                                                                             |
| Rote Ananasrenette |                                                      |                                                                                                | | | o                                                                             |
| Rote Bastardrenette |                                                      |                                                                                                | | | o                                                                             |
| Rote Canada-Renette |                                                      |                                                                                                | | | h (Nr. 347, S. 391)                                                           |
| Rote Casseler Reinette | Siehe: Rote Kasseler Reinette                        | Siehe: Rote Kasseler Reinette                                                                  | Siehe: Rote Kasseler Reinette                                                                                    | Siehe: Rote Kasseler Reinette | Siehe: Rote Kasseler Reinette                                                 |
| Rote Clivia |                                                      |                                                                                                | | | j                                                                             |
| Rote Goldparmäne (oder: Goldparmäne Rogo) |                                                      |                                                                                                | | | f, j                                                                          |
| Rote Herbstrenette |                                                      |                                                                                                | | | o                                                                             |
| Rote Ingrid Marie | Siehe: Karin Schneider                               | Siehe: Karin Schneider                                                                         | Siehe: Karin Schneider                                                                                           | Siehe: Karin Schneider | Siehe: Karin Schneider                                                        |
| Rote Kasseler Reinette (oder: Roode Reinette D'Or, Rote Casseler Reinette) |                                                      |                                                                                                | | | p (S. 551, 553)                                                               |
| Rote Parmänrenette |                                                      |                                                                                                | | | o                                                                             |
| Rote Reglindis |                                                      |                                                                                                | | | j                                                                             |
| Rote Rheinische Renette |                                                      |                                                                                                | | | h (Nr. 450, S. 502)                                                           |
| Rote Schafsnase |                                                      |                                                                                                | | | j, o, p (S. 554)                                                              |
| Rote Sternrenette (oder: Calville Etoilée, Early Red Calville Hogg, Herzapfel, Meusers Rote Herbstrenette, Perlrenette, Pomme De Coeur, Reinette Rouge Etoilée, Starreinette, Sterappel, Ten Commandments, Weihnachtsapfel) |                                                      |                                                                                                | vor 1600, Maastricht                                                                                             | Streuobstsorte des Jahres 2001 in Baden-Württemberg. Beschreibung | f, g (S. 260), h (Nr. 471, S. 524), j, o                                      |
| Rote Walze |                                                      |                                                                                                | | Beschreibung | h (Nr. 88, S. 98), j, o, p (S. 555)                                           |
| Rote Winter-Parmäne (oder: Ijzerappel, Marie-Joseph D'Othée, Pomme De Fer, Red Winter Pearmain, Reine Marie D'Othée) |                                                      |                                                                                                | | Beschreibung | f, g (S. 240), h (Nr. 457, S. 509), o, p (S. 556f)                            |
| Rote Winterrenette | Siehe: Baumanns Renette                              | Siehe: Baumanns Renette                                                                        | Siehe: Baumanns Renette                                                                                          | Siehe: Baumanns Renette | Siehe: Baumanns Renette                                                       |
| Roter Alatau-Apfel |                                                      |                                                                                                | | | j, o                                                                          |
| Roter Altländer Pfannkuchenapfel |                                                      |                                                                                                | | | j                                                                             |
| Roter Ananas | Siehe: Roter Ananasapfel                             | Siehe: Roter Ananasapfel                                                                       | Siehe: Roter Ananasapfel                                                                                         | Siehe: Roter Ananasapfel | Siehe: Roter Ananasapfel                                                      |
| Roter Ananasapfel (oder: Roter Ananas) |                                                      |                                                                                                | | | f, h (Nr. 215, S. 237), o                                                     |
| Roter Anisapfel |                                                      |                                                                                                | | Benannt durch Richard Zorn | p (S. 558)                                                                    |
| Roter Apfel on Sedan | Siehe: Roter Augustiner                              | Siehe: Roter Augustiner                                                                        | Siehe: Roter Augustiner                                                                                          | Siehe: Roter Augustiner | Siehe: Roter Augustiner                                                       |
| Roter Apollo | Siehe: Roter Apolloapfel                             | Siehe: Roter Apolloapfel                                                                       | Siehe: Roter Apolloapfel                                                                                         | Siehe: Roter Apolloapfel | Siehe: Roter Apolloapfel                                                      |
| Roter Apolloapfel (oder: Roter Apollo) |                                                      |                                                                                                | | | o                                                                             |
| Roter Astrachan (oder: Astrachan Red, Beauty Of Wales, Ernteapfel, Red Astrachan, Roter Astrakan, Roter Augustapfel, Roter Jakobiapfel) |                                                      |                                                                                                | 1780 (erwähnt) Wolgagebiet, Russland                                                                             | Beschreibung | a, c, d, e, f, g (S. 257), h (Nr. 207, S. 229), j, o                          |
| Roter Astrakan | Siehe: Roter Astrachan                               | Siehe: Roter Astrachan                                                                         | Siehe: Roter Astrachan                                                                                           | Siehe: Roter Astrachan | Siehe: Roter Astrachan                                                        |
| Roter Augustapfel | Siehe: Roter Astrachan                               | Siehe: Roter Astrachan                                                                         | Siehe: Roter Astrachan                                                                                           | Siehe: Roter Astrachan | Siehe: Roter Astrachan                                                        |
| Roter Augustiner (oder: Auberive, Kellerapfel, Moeneuvre, Moyeuvre, Mühlapfel, Roter Apfel Von Sedan, Roter Herbsttaffetapfel, Sammetapfel, Seidenrock, Tafft-Apfel, Wollenschläger) |                                                      |                                                                                                | 1799 in Laumersheim                                                                                              | Süß-säuerlich, fruchtig. Beschreibung | h (Nr. 128, S. 144), j, l (S. 47), o                                          |
| Roter Aus Fuchshain |                                                      |                                                                                                | | | j                                                                             |
| Roter Ausbacher | Siehe: Ausbacher Roter                               | Siehe: Ausbacher Roter                                                                         | Siehe: Ausbacher Roter                                                                                           | Siehe: Ausbacher Roter | Siehe: Ausbacher Roter                                                        |
| Roter Backapfel | Siehe: Roter Stettiner                               | Siehe: Roter Stettiner                                                                         | Siehe: Roter Stettiner                                                                                           | Siehe: Roter Stettiner | Siehe: Roter Stettiner                                                        |
| Roter Baldwin | Siehe: Baldwin                                       | Siehe: Baldwin                                                                                 | Siehe: Baldwin                                                                                                   | Siehe: Baldwin | Siehe: Baldwin                                                                |
| Roter Baschesapfel |                                                      |                                                                                                | | | h (Nr. 621, S. 689)                                                           |
| Roter Bauken |                                                      |                                                                                                | | | j                                                                             |
| Roter Bellefleur (oder: Long Red Pearmain, Malmedy, Red Bellflower) |                                                      |                                                                                                | | Beschreibung | o                                                                             |
| Roter Berlepsch |                                                      |                                                                                                | Freiherr von Berlepsch                                                                                           | Beschreibung |                                                                               |
| Roter Bietigheimer | Siehe: Roter Stettiner                               | Siehe: Roter Stettiner                                                                         | Siehe: Roter Stettiner                                                                                           | Siehe: Roter Stettiner | Siehe: Roter Stettiner                                                        |
| Roter Borsdorfer |                                                      |                                                                                                | | | h (Nr. 335, S. 378)                                                           |
| Roter Boskoop |                                                      |                                                                                                | | |                                                                               |
| Roter Boskoop Typ Schmitz-Hübsch |                                                      |                                                                                                | | | o                                                                             |
| Roter Boskoop Typ Wolf |                                                      |                                                                                                | | | j                                                                             |
| Roter Brasil | Siehe: Mecklenburger Königsapfel                     | Siehe: Mecklenburger Königsapfel                                                               | Siehe: Mecklenburger Königsapfel                                                                                 | Siehe: Mecklenburger Königsapfel | Siehe: Mecklenburger Königsapfel                                              |
| Roter Brasilienapfel | Siehe: Mecklenburger Königsapfel                     | Siehe: Mecklenburger Königsapfel                                                               | Siehe: Mecklenburger Königsapfel                                                                                 | Siehe: Mecklenburger Königsapfel | Siehe: Mecklenburger Königsapfel                                              |
| Roter Calvillartiger Wintersüßapfel | Siehe: Roter Eiserapfel                              | Siehe: Roter Eiserapfel                                                                        | Siehe: Roter Eiserapfel                                                                                          | Siehe: Roter Eiserapfel | Siehe: Roter Eiserapfel                                                       |
| Roter Cardinal |                                                      |                                                                                                | | | h (Nr. 283, S. 316)                                                           |
| Roter Chläfeler |                                                      |                                                                                                | | | o                                                                             |
| Roter Cox Orange |                                                      |                                                                                                | | | o                                                                             |
| Roter Deichskopp |                                                      |                                                                                                | | |                                                                               |
| Roter Drei Jahre Dauernder Streifling | Siehe: Roter Eiserapfel                              | Siehe: Roter Eiserapfel                                                                        | Siehe: Roter Eiserapfel                                                                                          | Siehe: Roter Eiserapfel | Siehe: Roter Eiserapfel                                                       |
| Roter Eckapfel |                                                      |                                                                                                | | | h (Nr. 86, S. 96)                                                             |
| Roter Eisenapfel |                                                      |                                                                                                | 1655 Belgien | |                                                                               |
| Roter Eiserapfel (oder: Bamberger, Brasilienapfel, Christapfel, De Glace Rouge, Doppelter Paradiesapfel, Drei Jahre Dauernder Streifling, Eisapfel, Eiser Rouge, Herzapfel, Klosterapfel, Kohlapfel, Mahrenholz, Mohrenborsdorfer, Mohrenkopf, Mohrenstettiner, Paradiesapfel, Paradis Double, Pomme Eiser Rouge, Roter Calvillartiger Wintersüßapfel, Roter Drei Jahre Dauernder Streifling, Rött Järnäpple, Schornsteinfeger, Zigeunerapfel) |                                                      | Zufallssämling                                                                                 | 15. Jahrhundert                                                                                                  | Beschreibung | e, f, h (Nr. 619, S. 686), j, o                                               |
| Roter Elstar |                                                      |                                                                                                | | | j                                                                             |
| Roter Englischer Carolin |                                                      |                                                                                                | | | o                                                                             |
| Roter Erwin Baur | Siehe: Roba                                          | Siehe: Roba                                                                                    | Siehe: Roba | Siehe: Roba | Siehe: Roba                                                                   |
| Roter Fenchelapfel |                                                      |                                                                                                | | | p (S. 559)                                                                    |
| Roter Fresquin |                                                      |                                                                                                | | | o                                                                             |
| Roter Fuchs |                                                      |                                                                                                | | | j, o                                                                          |
| Roter Gestreifter Anisapfel |                                                      |                                                                                                | | | o                                                                             |
| Roter Gravensteiner (oder: All-Red Gravenstein) |                                                      | Knospenmutation von Gravensteiner                                                              | 1873 beschrieben                                                                                                 | Beschreibungen | f, h (Nr. 29, S. 33), j                                                       |
| Roter Gulderling |                                                      |                                                                                                | | | h (Nr. 133, S. 149)                                                           |
| Roter Harbacher |                                                      |                                                                                                | | Benannt durch Richard Zorn. | p (S. 560)                                                                    |
| Roter Hauptmann (oder: Roter Hauptmannsapfel) |                                                      |                                                                                                | | | o                                                                             |
| Roter Hauptmannsapfel | Siehe: Roter Hauptmann                               | Siehe: Roter Hauptmann                                                                         | Siehe: Roter Hauptmann                                                                                           | Siehe: Roter Hauptmann | Siehe: Roter Hauptmann                                                        |
| Roter Heldenapfel |                                                      |                                                                                                | | | o                                                                             |
| Roter Helios |                                                      |                                                                                                | | | j                                                                             |
| Roter Herbst-Aniscalvill | Siehe: Gestreifter Herbstkalvill                     | Siehe: Gestreifter Herbstkalvill                                                               | Siehe: Gestreifter Herbstkalvill                                                                                 | Siehe: Gestreifter Herbstkalvill | Siehe: Gestreifter Herbstkalvill                                              |
| Roter Herbst-Calvill | Siehe: Roter Herbstkalvill                           | Siehe: Roter Herbstkalvill                                                                     | Siehe: Roter Herbstkalvill                                                                                       | Siehe: Roter Herbstkalvill | Siehe: Roter Herbstkalvill                                                    |
| Roter Herbst-Rambour (oder: Roter Herbstrambur) |                                                      |                                                                                                | | Beschreibung | h (Nr. 289, S. 322), o                                                        |
| Roter Herbst-Taubenapfel | Siehe: Sommer-Zimtapfel                              | Siehe: Sommer-Zimtapfel                                                                        | Siehe: Sommer-Zimtapfel                                                                                          | Siehe: Sommer-Zimtapfel | Siehe: Sommer-Zimtapfel                                                       |
| Roter Herbstkalvill (oder: Braunroter Himbeerapfel, Brautapfel, Calville Rouge D'Automne, Edelkönig, Erdbeerapfel, Fässleapfel, Französischer Herbstkalvill, Fürstenblut, Granaat, Granaatappel, Granatapfel, Granatäpple, Granatka, Himbeerapfel, Jungfernapfel, Roter Herbst-Calvill, Roter Paradiesapfel, Zigeunerapfel) |                                                      |                                                                                                | 1565 Stuttgart, nach André Leroy in der Auvergne gefunden                                                        | Beschreibung | a, f, h (Nr. 44, S. 49), j, o, r (S. 63)                                      |
| Roter Herbstprinz |                                                      |                                                                                                | | |                                                                               |
| Roter Herbstrambur | Siehe: Roter Herbst-Rambour                          | Siehe: Roter Herbst-Rambour                                                                    | Siehe: Roter Herbst-Rambour                                                                                      | Siehe: Roter Herbst-Rambour | Siehe: Roter Herbst-Rambour                                                   |
| Roter Herbsttaffetapfel | Siehe: Roter Augustiner                              | Siehe: Roter Augustiner                                                                        | Siehe: Roter Augustiner                                                                                          | Siehe: Roter Augustiner | Siehe: Roter Augustiner                                                       |
| Roter Herbsttaubenapfel | Siehe: Sommer-Zimtapfel                              | Siehe: Sommer-Zimtapfel                                                                        | Siehe: Sommer-Zimtapfel                                                                                          | Siehe: Sommer-Zimtapfel | Siehe: Sommer-Zimtapfel                                                       |
| Roter Herrenapfel | Siehe: Roter Stettiner                               | Siehe: Roter Stettiner                                                                         | Siehe: Roter Stettiner                                                                                           | Siehe: Roter Stettiner | Siehe: Roter Stettiner                                                        |
| Roter Hiefenapfel |                                                      |                                                                                                | | | p (S. 561)                                                                    |
| Roter Himbeerapfel | Siehe: Roter Winter-Calvill                          | Siehe: Roter Winter-Calvill                                                                    | Siehe: Roter Winter-Calvill                                                                                      | Siehe: Roter Winter-Calvill | Siehe: Roter Winter-Calvill                                                   |
| Roter Hofmann | Siehe: Evelina                                       | Siehe: Evelina                                                                                 | Siehe: Evelina                                                                                                   | Siehe: Evelina | Siehe: Evelina                                                                |
| Roter Holsteiner Cox |                                                      |                                                                                                | | | j                                                                             |
| Roter Holzapfel | Siehe: Roter Trierer Weinapfel                       | Siehe: Roter Trierer Weinapfel                                                                 | Siehe: Roter Trierer Weinapfel                                                                                   | Siehe: Roter Trierer Weinapfel | Siehe: Roter Trierer Weinapfel                                                |
| Roter Hommertshäuser |                                                      |                                                                                                | | | p (S. 562)                                                                    |
| Roter Jakob Lebel |                                                      |                                                                                                | | | j                                                                             |
| Roter Jakober |                                                      |                                                                                                | | nicht identisch mit Roter Astrachan |                                                                               |
| Roter Jakobiapfel | Siehe: Roter Astrachan                               | Siehe: Roter Astrachan                                                                         | Siehe: Roter Astrachan                                                                                           | Siehe: Roter Astrachan | Siehe: Roter Astrachan                                                        |
| Roter Jonathan |                                                      |                                                                                                | | |                                                                               |
| Roter Jungfernapfel | Siehe: Böhmischer Roter Jungfernapfel                | Siehe: Böhmischer Roter Jungfernapfel                                                          | Siehe: Böhmischer Roter Jungfernapfel                                                                            | Siehe: Böhmischer Roter Jungfernapfel | Siehe: Böhmischer Roter Jungfernapfel                                         |
| Roter Kanel |                                                      |                                                                                                | | |                                                                               |
| Roter Kardinal |                                                      |                                                                                                | | nicht identisch mit Roter Herbstkalvill |                                                                               |
| Roter Kentischer Pepping (oder: Colonel Vaughan) |                                                      |                                                                                                | | | f, g (S. 200), h (Nr. 500, S. 553)                                            |
| Roter Konstanzer |                                                      |                                                                                                | | | o                                                                             |
| Roter Köstlicher | Siehe: Red Delicious                                 | Siehe: Red Delicious                                                                           | Siehe: Red Delicious                                                                                             | Siehe: Red Delicious | Siehe: Red Delicious                                                          |
| Roter Krieger (oder: Mecklenburger Kriegerapfel) |                                                      |                                                                                                | 1646 in Rostock                                                                                                  | Süß mit kräftiger Säure. |                                                                               |
| Roter Kronenapfel |                                                      |                                                                                                | | | h (Nr. 154, S. 175)                                                           |
| Roter Kurzstiel | Siehe: Königlicher Kurzstiel                         | Siehe: Königlicher Kurzstiel                                                                   | Siehe: Königlicher Kurzstiel                                                                                     | Siehe: Königlicher Kurzstiel | Siehe: Königlicher Kurzstiel                                                  |
| Roter Lord Lambourne |                                                      |                                                                                                | | | j                                                                             |
| Roter Margaretenapfel |                                                      |                                                                                                | | | h (Nr. 191, S. 212), o                                                        |
| Roter Matapfel |                                                      |                                                                                                | | | j, o                                                                          |
| Roter Melonenapfel |                                                      |                                                                                                | | | h (Nr. 73, S. 82), p (S. 563)                                                 |
| Roter Merilin |                                                      |                                                                                                | | |                                                                               |
| Roter Metternich |                                                      |                                                                                                | vermutlich in Büdingen                                                                                           | | j, o                                                                          |
| Roter Mond | Siehe: Weirouge                                      | Siehe: Weirouge                                                                                | Siehe: Weirouge                                                                                                  | Siehe: Weirouge | Siehe: Weirouge                                                               |
| Roter Münsterländer | Siehe: Roter Münsterländer Borsdorfer                | Siehe: Roter Münsterländer Borsdorfer                                                          | Siehe: Roter Münsterländer Borsdorfer                                                                            | Siehe: Roter Münsterländer Borsdorfer | Siehe: Roter Münsterländer Borsdorfer                                         |
| Roter Münsterländer Borsdorfer (oder: Roter Münsterländer) |                                                      |                                                                                                | | | f, j, o                                                                       |
| Roter Nordenstädter |                                                      |                                                                                                | | | p (S. 564)                                                                    |
| Roter Oldenburg |                                                      |                                                                                                | | | j                                                                             |
| Roter Oster-Calvill (oder: Roter Osterkalvill) |                                                      |                                                                                                | | | h (Nr. 47, S. 52), o                                                          |
| Roter Osterkalvill | Siehe: Roter Oster-Calvill                           | Siehe: Roter Oster-Calvill                                                                     | Siehe: Roter Oster-Calvill                                                                                       | Siehe: Roter Oster-Calvill | Siehe: Roter Oster-Calvill                                                    |
| Roter Papenburger |                                                      |                                                                                                | | | o                                                                             |
| Roter Paradiesapfel | Siehe: Roter Herbstkalvill                           | Siehe: Roter Herbstkalvill                                                                     | Siehe: Roter Herbstkalvill                                                                                       | Siehe: Roter Herbstkalvill | Siehe: Roter Herbstkalvill                                                    |
| Roter Pariner (oder: Münsterländer Borsdorfer, Pariner Apfel, Red Pariner) |                                                      |                                                                                                | Um 1900 in Groß Parin (Schleswig-Holstein, Raum Lübeck)                                                          | Leicht würzig, säuerlich. Beschreibung |                                                                               |
| Roter Pogatschapfel |                                                      |                                                                                                | | | h (Nr. 267, S. 299)                                                           |
| Roter Quarrendon (oder: Devonshire Quarrenden) |                                                      |                                                                                                | 1685 (dokumentiert) in England, Frankreich?                                                                      | | a, c, e, f, g (S. 206), o                                                     |
| Roter Rasselapfel Diel |                                                      |                                                                                                | | | p (S. 565)                                                                    |
| Roter Rheinischer Bohnapfel |                                                      |                                                                                                | | | j                                                                             |
| Roter Richard |                                                      |                                                                                                | | |                                                                               |
| Roter Rigaer Taubenapfel |                                                      |                                                                                                | | | n                                                                             |
| Roter Römerapfel | Siehe: Gestreifter Römerapfel                        | Siehe: Gestreifter Römerapfel                                                                  | Siehe: Gestreifter Römerapfel                                                                                    | Siehe: Gestreifter Römerapfel | Siehe: Gestreifter Römerapfel                                                 |
| Roter Rosmarin | Siehe: Roter Rosmarinapfel                           | Siehe: Roter Rosmarinapfel                                                                     | Siehe: Roter Rosmarinapfel                                                                                       | Siehe: Roter Rosmarinapfel | Siehe: Roter Rosmarinapfel                                                    |
| Roter Rosmarinapfel (oder: Roter Rosmarin) |                                                      |                                                                                                | | | h (Nr. 245, S. 272), o                                                        |
| Roter Saft |                                                      |                                                                                                | | |                                                                               |
| Roter Säfstaholms Rosenapfel | Siehe: Säfstaholms Rosenapfel                        | Siehe: Säfstaholms Rosenapfel                                                                  | Siehe: Säfstaholms Rosenapfel                                                                                    | Siehe: Säfstaholms Rosenapfel | Siehe: Säfstaholms Rosenapfel                                                 |
| Roter Sauergrauech (oder: Sauergrauech Rouge) |                                                      | Sport von Sauergrauech                                                                         | | | f                                                                             |
| Roter Schleibnitzer |                                                      | Mutation von Gravensteiner                                                                     | | |                                                                               |
| Roter Seeapfel |                                                      |                                                                                                | | | o                                                                             |
| Roter Sickinger | Siehe: Grasblümchen                                  | Siehe: Grasblümchen                                                                            | Siehe: Grasblümchen                                                                                              | Siehe: Grasblümchen | Siehe: Grasblümchen                                                           |
| Roter Sommer-Calvill (oder: Roter Sommerkalvill) |                                                      |                                                                                                | | | h (Nr. 37, S. 41), o                                                          |
| Roter Sommer-Rambour (oder: Roter Sommerrambur) |                                                      |                                                                                                | | | h (Nr. 282, S. 315), o                                                        |
| Roter Sommerkalvill | Siehe: Roter Sommer-Calvill                          | Siehe: Roter Sommer-Calvill                                                                    | Siehe: Roter Sommer-Calvill                                                                                      | Siehe: Roter Sommer-Calvill | Siehe: Roter Sommer-Calvill                                                   |
| Roter Sommerrambur | Siehe: Roter Sommer-Rambour                          | Siehe: Roter Sommer-Rambour                                                                    | Siehe: Roter Sommer-Rambour                                                                                      | Siehe: Roter Sommer-Rambour | Siehe: Roter Sommer-Rambour                                                   |
| Roter Steinbacher |                                                      |                                                                                                | | | o                                                                             |
| Roter Stettiner (oder: Krautapfel, Mahler, Malerapfel, Maloner, Red Bietigheimer, Rostocker, Roter Backapfel, Roter Bietigheimer, Roter Herrenapfel, Roter Winterstettiner, Türkischer Weinling, Zigeunerapfel) |                                                      |                                                                                                | | Beschreibung | a, f, g (S. 263), h (Nr. 684, S. 761), j, o, r (S. 140)                       |
| Roter Taffetapfel | Siehe: Purpurroter Cousinot                          | Siehe: Purpurroter Cousinot                                                                    | Siehe: Purpurroter Cousinot                                                                                      | Siehe: Purpurroter Cousinot | Siehe: Purpurroter Cousinot                                                   |
| Roter Tiefbutzer |                                                      |                                                                                                | | | h (Nr. 462, S. 514)                                                           |
| Roter Trierer | Siehe: Roter Trierer Weinapfel                       | Siehe: Roter Trierer Weinapfel                                                                 | Siehe: Roter Trierer Weinapfel                                                                                   | Siehe: Roter Trierer Weinapfel | Siehe: Roter Trierer Weinapfel                                                |
| Roter Trier'scher Holzapfel | Siehe: Roter Trierer Weinapfel                       | Siehe: Roter Trierer Weinapfel                                                                 | Siehe: Roter Trierer Weinapfel                                                                                   | Siehe: Roter Trierer Weinapfel | Siehe: Roter Trierer Weinapfel                                                |
| Roter Trierscher Mostapfel | Siehe: Roter Trierer Weinapfel                       | Siehe: Roter Trierer Weinapfel                                                                 | Siehe: Roter Trierer Weinapfel                                                                                   | Siehe: Roter Trierer Weinapfel | Siehe: Roter Trierer Weinapfel                                                |
| Roter Trierer Weinapfel (oder: Roter Holzapfel, Roter Trier'scher Holzapfel, Roter Trierer, Roter Trierscher Mostapfel, Trankapfel) |                                                      |                                                                                                | | | h (Nr. 597, S. 664), j, o, p (S. 566f)                                        |
| Roter Trierer |                                                      |                                                                                                | | |                                                                               |
| Roter Vom Oberland | Siehe: Jakob Fischer                                 | Siehe: Jakob Fischer                                                                           | Siehe: Jakob Fischer                                                                                             | Siehe: Jakob Fischer | Siehe: Jakob Fischer                                                          |
| Roter Von Simonffi (oder: Simonffy Piros, Zigeunerapfel) |                                                      |                                                                                                | | Beschreibung | f, g (S. 267), o                                                              |
| Roter Weihnachtsapfel | Siehe: Red Sentinel                                  | Siehe: Red Sentinel                                                                            | Siehe: Red Sentinel                                                                                              | Siehe: Red Sentinel | Siehe: Red Sentinel                                                           |
| Roter Wiesling |                                                      |                                                                                                | | | j, o                                                                          |
| Roter Wildapfel |                                                      |                                                                                                | | |                                                                               |
| Roter Winter-Calvill (oder: Calville D'Hiver Rouge, Calville Rouge D'Hiver, Roter Himbeerapfel, Roter Winterkalvill) |                                                      |                                                                                                | | | f, h (Nr. 48, S. 53), j, o                                                    |
| Roter Winter-Gravensteiner |                                                      | Mutation von Gravensteiner                                                                     | ab 1920 im Baltikum                                                                                              | |                                                                               |
| Roter Winter-Himbeerapfel (oder: Erdbeerapfel, Framboise, Hansenapfel, Himbeerapfel, Oberländer Himbeerapfel, Zigeunerapfel) |                                                      |                                                                                                | | Beschreibung | f, h (Nr. 35, S. 39 sowie Nr. 53, S. 58), j, o, p (S. 568f)                   |
| Roter Winter-Rambour |                                                      |                                                                                                | | | h (Nr. 288, S. 321), p (S. 570)                                               |
| Roter Winter-Taubenapfel | Siehe: Roter Wintertaubenapfel                       | Siehe: Roter Wintertaubenapfel                                                                 | Siehe: Roter Wintertaubenapfel                                                                                   | Siehe: Roter Wintertaubenapfel | Siehe: Roter Wintertaubenapfel                                                |
| Roter Winterkalvill | Siehe: Roter Winter-Calvill                          | Siehe: Roter Winter-Calvill                                                                    | Siehe: Roter Winter-Calvill                                                                                      | Siehe: Roter Winter-Calvill | Siehe: Roter Winter-Calvill                                                   |
| Roter Winterkronenapfel |                                                      |                                                                                                | | | o                                                                             |
| Roter Winterstettiner | Siehe: Roter Stettiner                               | Siehe: Roter Stettiner                                                                         | Siehe: Roter Stettiner                                                                                           | Siehe: Roter Stettiner | Siehe: Roter Stettiner                                                        |
| Roter Wintertaubenapfel (oder: Pigeon De Jérusalem, Pigeonnet De Jérusalem, Roter Winter-Taubenapfel) |                                                      |                                                                                                | | | f, h (Nr. 236, S. 262), j, o                                                  |
| Roter Ziegler |                                                      |                                                                                                | | | j, o                                                                          |
| Rotes Seidenhemdchen | Siehe: Rheinisches Seidenhemdchen                    | Siehe: Rheinisches Seidenhemdchen                                                              | Siehe: Rheinisches Seidenhemdchen                                                                                | Siehe: Rheinisches Seidenhemdchen | Siehe: Rheinisches Seidenhemdchen                                             |
| Rotfranch (oder: Hadelner Rotfranch, Rotfranche, Swedenborgs Muskatrenette, Weigelts Zinszahler) |                                                      |                                                                                                | vor 1800 im Land Hadeln                                                                                          | | f, j, o                                                                       |
| Rotfranche | Siehe: Rotfranch                                     | Siehe: Rotfranch                                                                               | Siehe: Rotfranch                                                                                                 | Siehe: Rotfranch | Siehe: Rotfranch                                                              |
| Rotgestreifte Gelbe Schafsnase |                                                      |                                                                                                | | | j                                                                             |
| Rotgestreifter Rambur | Siehe: Eifeler Rambur                                | Siehe: Eifeler Rambur                                                                          | Siehe: Eifeler Rambur                                                                                            | Siehe: Eifeler Rambur | Siehe: Eifeler Rambur                                                         |
| Rotgestreifter Schlotter-Apfel |                                                      |                                                                                                | | |                                                                               |
| Röthaer Blenheim |                                                      |                                                                                                | | | j                                                                             |
| Rothenhauser Holzapfel |                                                      |                                                                                                | | | o                                                                             |
| Rötliche Renette |                                                      |                                                                                                | | | h (Nr. 447, S. 499), o                                                        |
| Rotpassamaner | Siehe: Danziger Kantapfel                            | Siehe: Danziger Kantapfel                                                                      | Siehe: Danziger Kantapfel                                                                                        | Siehe: Danziger Kantapfel | Siehe: Danziger Kantapfel                                                     |
| Rött Järnäpple | Siehe: Roter Eiserapfel                              | Siehe: Roter Eiserapfel                                                                        | Siehe: Roter Eiserapfel                                                                                          | Siehe: Roter Eiserapfel | Siehe: Roter Eiserapfel                                                       |
| Rött Kaneläpple |                                                      |                                                                                                | | |                                                                               |
| Rött Melonäpple |                                                      |                                                                                                | | | o                                                                             |
| Rouge De Born |                                                      |                                                                                                | | | e                                                                             |
| Rouge De Claron |                                                      |                                                                                                | | | e                                                                             |
| Rouge Des Flandres | Siehe: Cox Rouge Des Flandres                        | Siehe: Cox Rouge Des Flandres                                                                  | Siehe: Cox Rouge Des Flandres                                                                                    | Siehe: Cox Rouge Des Flandres | Siehe: Cox Rouge Des Flandres                                                 |
| Rouge Duret |                                                      |                                                                                                | | Herstellung von Cidre |                                                                               |
| Rouge Transparent |                                                      |                                                                                                | | |                                                                               |
| Rougemont |                                                      |                                                                                                | | | e, f                                                                          |
| Rouget |                                                      |                                                                                                | | | f                                                                             |
| Rouget De Born |                                                      |                                                                                                | | | e, f, o                                                                       |
| Rouget De Dol Gros |                                                      |                                                                                                | | Herstellung von Cidre |                                                                               |
| Rouget De Plouër |                                                      |                                                                                                | | |                                                                               |
| Rougette Douce |                                                      |                                                                                                | | | f                                                                             |
| Rough Pippin |                                                      |                                                                                                | | | f                                                                             |
| Roundway Magnum Bonum |                                                      |                                                                                                | | | f                                                                             |
| Rousse De La Sarthe |                                                      |                                                                                                | | Herstellung von Cidre |                                                                               |
| Rousse Latour |                                                      |                                                                                                | | | e                                                                             |
| Rousseau |                                                      |                                                                                                | | | o                                                                             |
| Rouviau |                                                      |                                                                                                | 13. Jahrhundert in Frankreich                                                                                    | historische Sorte | g (S. 38)                                                                     |
| Rouville |                                                      |                                                                                                | | | a                                                                             |
| Roxbury |                                                      |                                                                                                | | |                                                                               |
| Roxbury Russet |                                                      |                                                                                                | um 1640 in Massachusetts, USA                                                                                    | | a, c, d, e, f, h (Nr. 567, S. 628)                                            |
| Roxbury Russet Sabaros |                                                      |                                                                                                | | | e                                                                             |
| Royal Beauty |                                                      |                                                                                                | | Beschreibung |                                                                               |
| Royal Blush |                                                      |                                                                                                | | | f                                                                             |
| Royal Braeburn |                                                      | Braeburn                                                                                       | | |                                                                               |
| Royal Empire |                                                      |                                                                                                | | | a                                                                             |
| Royal Gala (oder: Gala Royal, Regal Gala) |                                                      | Mutante der Sorte Gala                                                                         | Neuseeland. US-Patent erteilt: 1977                                                                              | US-Patent: PP04121. Züchter: Hendrik Willem Ten Hove | [ 45 ]                                                                        |
| Royal George (oder: Clark's Seedling) |                                                      |                                                                                                | | | a, f                                                                          |
| Royal Jubilee | Siehe: Grahams Jubiläumsapfel                        | Siehe: Grahams Jubiläumsapfel                                                                  | Siehe: Grahams Jubiläumsapfel                                                                                    | Siehe: Grahams Jubiläumsapfel | Siehe: Grahams Jubiläumsapfel                                                 |
| Royal Leathercoat Russet |                                                      |                                                                                                | | | e                                                                             |
| Royal Limbertwig |                                                      |                                                                                                | | |                                                                               |
| Royal Pearmain D'Été | Siehe: Sommer-Parmäne                                | Siehe: Sommer-Parmäne                                                                          | Siehe: Sommer-Parmäne                                                                                            | Siehe: Sommer-Parmäne | Siehe: Sommer-Parmäne                                                         |
| Royal Red Of Kentucky | Siehe: Winesap                                       | Siehe: Winesap                                                                                 | Siehe: Winesap                                                                                                   | Siehe: Winesap | Siehe: Winesap                                                                |
| Royal Russet |                                                      |                                                                                                | | | a                                                                             |
| Royal Snow |                                                      |                                                                                                | | | f                                                                             |
| Royal Somerset |                                                      |                                                                                                | | | a, f                                                                          |
| Royal Wilding |                                                      |                                                                                                | | | e                                                                             |
| Royale D'Angleterre | Siehe: Englischer Königsapfel, Herefordshire-Parmäne | Siehe: Englischer Königsapfel, Herefordshire-Parmäne                                           | Siehe: Englischer Königsapfel, Herefordshire-Parmäne                                                             | Siehe: Englischer Königsapfel, Herefordshire-Parmäne | Siehe: Englischer Königsapfel, Herefordshire-Parmäne                          |
| Royalty |                                                      |                                                                                                | | Beschreibung | e                                                                             |
| Royoka |                                                      |                                                                                                | | | e                                                                             |
| Rozovoe Iz Tartu |                                                      |                                                                                                | | | f                                                                             |
| Rubelit |                                                      | Topaz x UEB 2732/2                                                                             | INRA / NOVADI | |                                                                               |
| Rubens (oder: Civni) |                                                      | Cox Orange × Unbekannt                                                                         | 1985 in Italien                                                                                                  | | a, c, f, o                                                                    |
| Ruberima |                                                      |                                                                                                | | | e                                                                             |
| Rubimeg |                                                      |                                                                                                | | |                                                                               |
| Rubin |                                                      | Lord Lambourne × Golden Delicious                                                              | 1960 in Prag | honigartig, sehr süß | f, g (S. 264), j, o                                                           |
| Rubinapfel | Siehe: Edelborsdorfer                                | Siehe: Edelborsdorfer                                                                          | Siehe: Edelborsdorfer                                                                                            | Siehe: Edelborsdorfer | Siehe: Edelborsdorfer                                                         |
| Rubinella (oder: Bay 4029, Rafzubin) |                                                      | Rubinette × Cox Pomona                                                                         | Michael Neumüller, Bayerisches Obstzentrum Hallbergmoos. Dezember 2017                                           | Sortenschutzanmeldung unter der Bezeichnung ‘Bay 4029’. | f, j                                                                          |
| Rubinette |                                                      | Golden Delicious × Cox Orange                                                                  | 1982, Hauenstein, Rafz/ZH, Schweiz                                                                               | | a, d, e, o                                                                    |
| Rubinette Rosso |                                                      |                                                                                                | | | a                                                                             |
| Rubino |                                                      |                                                                                                | | |                                                                               |
| Rubinola |                                                      | Prima × Rubin                                                                                  | Tschechische Kreuzung aus dem Jahr 1993, Prager Institute of Experimental Botany CAS.                            | | a, j, o                                                                       |
| Rubinstar (oder: Jonagold Rubinstar) |                                                      | Sport von Jonagold                                                                             | | | f, j                                                                          |
| Rubinstep |                                                      |                                                                                                | | | o                                                                             |
| Ruby |                                                      |                                                                                                | | | f                                                                             |
| Ruby East |                                                      |                                                                                                | | | o                                                                             |
| Ruby Jon |                                                      |                                                                                                | | | a                                                                             |
| Ruby Pink |                                                      | Sport von Cripps Pink                                                                          | | |                                                                               |
| Ruby Rome Beauty |                                                      |                                                                                                | | | f                                                                             |
| Ruby Thorrington |                                                      | Cox Orange × Unbekannt                                                                         | | |                                                                               |
| Rucla |                                                      |                                                                                                | | |                                                                               |
| Rucksackapfel |                                                      |                                                                                                | | | o                                                                             |
| Rucliva |                                                      | Clivia × Rubin                                                                                 | | |                                                                               |
| Rüdenhäuser Prinzenapfel |                                                      |                                                                                                | | | o                                                                             |
| Ruhm Aus Kelsterbach | Siehe: Berliner Schafnase                            | Siehe: Berliner Schafnase                                                                      | Siehe: Berliner Schafnase                                                                                        | Siehe: Berliner Schafnase | Siehe: Berliner Schafnase                                                     |
| Ruhm Aus Kirchwerder (oder: Johannsens Roter Herbstapfel, Ruhm Von Kirchwärder, Ruhm Von Kirchwerder) |                                                      | Zufallssämling                                                                                 | | | j, o                                                                          |
| Ruhm Aus Vierlanden (oder: Ruhm Von Vierlanden) |                                                      |                                                                                                | vor 1880, Mecklenburg                                                                                            | | j, o                                                                          |
| Ruhm Den Siegern (oder: Slava Pobeditelâam, Slava Pobeditelyam, Slawa Pobediteljam) |                                                      |                                                                                                | | | e, j                                                                          |
| Ruhm Von Kirchwärder | Siehe: Ruhm Aus Kirchwerder                          | Siehe: Ruhm Aus Kirchwerder                                                                    | Siehe: Ruhm Aus Kirchwerder                                                                                      | Siehe: Ruhm Aus Kirchwerder | Siehe: Ruhm Aus Kirchwerder                                                   |
| Ruhm Von Kirchwerder | Siehe: Ruhm Aus Kirchwerder                          | Siehe: Ruhm Aus Kirchwerder                                                                    | Siehe: Ruhm Aus Kirchwerder                                                                                      | Siehe: Ruhm Aus Kirchwerder | Siehe: Ruhm Aus Kirchwerder                                                   |
| Ruhm Von Vierlanden | Siehe: Ruhm Aus Vierlanden                           | Siehe: Ruhm Aus Vierlanden                                                                     | Siehe: Ruhm Aus Vierlanden                                                                                       | Siehe: Ruhm Aus Vierlanden | Siehe: Ruhm Aus Vierlanden                                                    |
| Rühmlicher Chrüslicher |                                                      |                                                                                                | | | o                                                                             |
| Rumberrenette |                                                      |                                                                                                | | |                                                                               |
| Runkel |                                                      |                                                                                                | | | a, e                                                                          |
| Runse |                                                      |                                                                                                | | | f                                                                             |
| Rushock Pearmain |                                                      |                                                                                                | | | f                                                                             |
| Russell |                                                      |                                                                                                | | |                                                                               |
| Russet |                                                      |                                                                                                | | |                                                                               |
| Russet Aus Syke-House | Siehe: Englische Spital-Renette                      | Siehe: Englische Spital-Renette                                                                | Siehe: Englische Spital-Renette                                                                                  | Siehe: Englische Spital-Renette | Siehe: Englische Spital-Renette                                               |
| Russet Lambourne |                                                      |                                                                                                | | | f                                                                             |
| Russet Nonpareil |                                                      |                                                                                                | | | h (Nr. 559, S. 620), o                                                        |
| Russet Pippin | Siehe: Cox Orange                                    | Siehe: Cox Orange                                                                              | Siehe: Cox Orange                                                                                                | Siehe: Cox Orange | Siehe: Cox Orange                                                             |
| Russet Superb |                                                      |                                                                                                | | | f                                                                             |
| Russian Ice Apple | Siehe: Weißer Astrachan                              | Siehe: Weißer Astrachan                                                                        | Siehe: Weißer Astrachan                                                                                          | Siehe: Weißer Astrachan | Siehe: Weißer Astrachan                                                       |
| Rustica | Siehe: Rusticana                                     | Siehe: Rusticana                                                                               | Siehe: Rusticana                                                                                                 | Siehe: Rusticana | Siehe: Rusticana                                                              |
| Rusticana (oder: Rustica) |                                                      | H23-10 x La Flamboyante (Handelsname: Mairac)                                                  | 1994 Agroscope (Schweiz)                                                                                         | Beschreibung |                                                                               |
| Rusty Coat |                                                      |                                                                                                | | | a                                                                             |
| Ruswiler Reinette |                                                      |                                                                                                | | | o                                                                             |
| Rutherapfel |                                                      |                                                                                                | | | s                                                                             |
| Rutledge |                                                      |                                                                                                | | |                                                                               |
| Ruzena Blahova |                                                      |                                                                                                | | | f                                                                             |